# Eisschnelllauf
Eisschnelllauf ist eine sportliche Laufdisziplin, die auf dem Eis und auf Schlittschuhen ausgetragen wird.

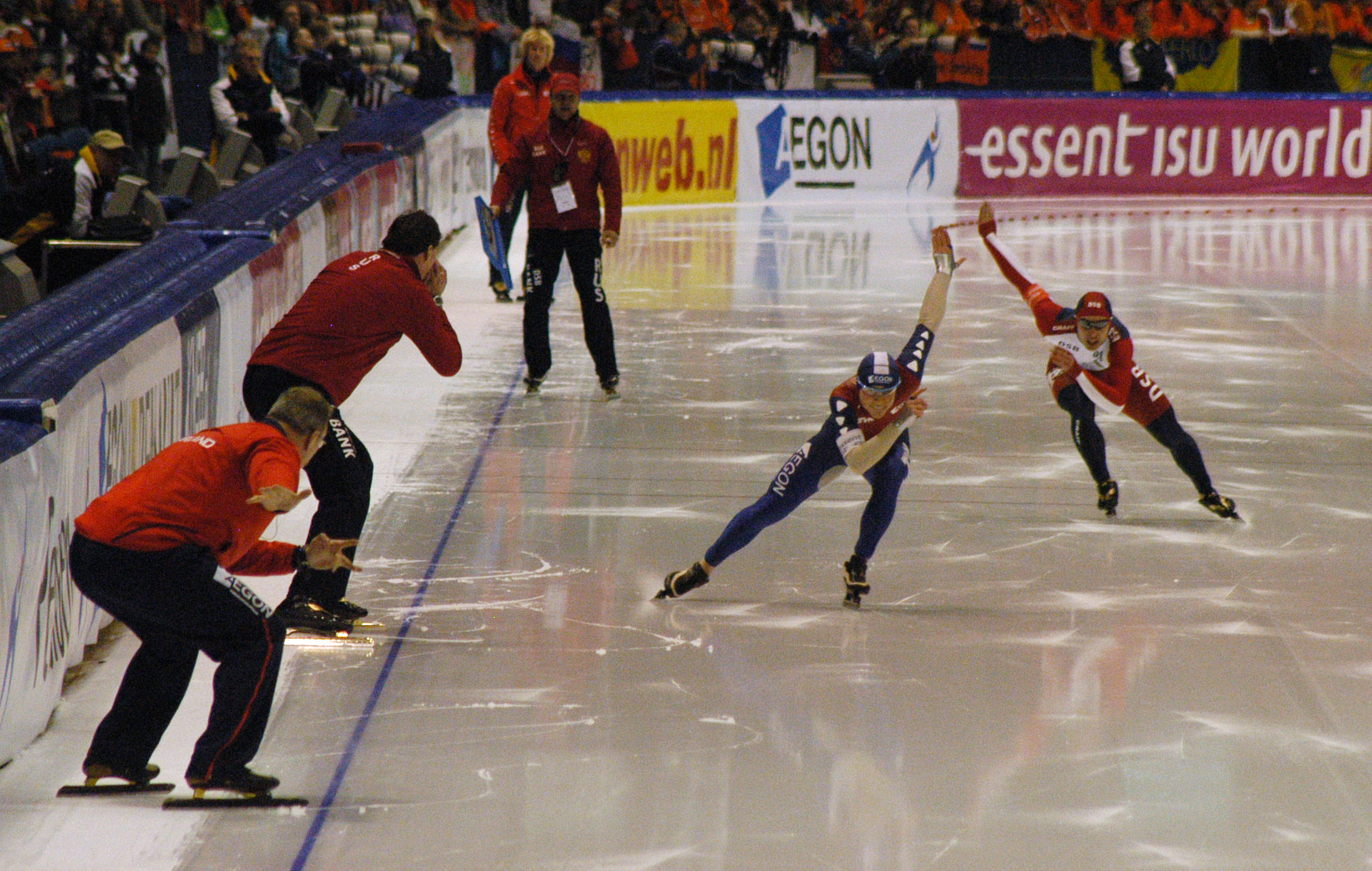
Wettkampfsituation auf der Wechselgeraden

## Geschichte
Ausgrabungen aus der Steinzeit (etwa 2000 v. u. Z.) belegen, dass schon damals eine Art Schlittschuhe zur winterlichen Fortbewegung genutzt wurde. Diese bestanden aus gespaltenen Unterarm- und Mittelhandknochen von Lauftieren und wurden mit Riemen unter die Schuhe gebunden. Sportliche Vergleiche aus dieser Zeit sind nicht überliefert.
In Holland wurden um 1250 eiserne Schienen zum vergnüglichen Laufen auf dem Eis benutzt. Im Jahr 1742 gründete sich in Edinburgh ein erster Schlittschuhclub. Um 1750 sind bereits Wettbewerbe im Fraueneislaufen mit hölzernen Schlittschuhen und eingelassenen Metallschienen nachweisbar. 1763 fand in den Fens des englischen Cambridgeshire ein erster dokumentierter Wettkampf statt. Teilnehmer waren zwei Läufer des englischen Adels. Der Sieger erhielt einen Preis von zehn Guineen. Die Laufstrecke soll 15 Meilen (ca. 24 Kilometer) betragen haben, die Laufzeit des Gewinners 46 Minuten.
1861 wurde der erste deutsche Eislaufverein in Frankfurt am Main gegründet; 1863 fanden auch in Norwegen Wettbewerbe im Eisschnelllaufen statt.
Einen ersten internationalen Schnelllaufvergleich gab es 1885 in Hamburg; die ersten inoffiziellen Weltmeisterschaften (WM; nur für Männer) fanden 1889 in Amsterdam statt, seit 1893 werden diese von der 1882 gegründeten Internationalen Eislauf-Union (ISU; Sitz in Lausanne) offiziell durchgeführt. 1936 gab es erstmals eine Weltmeisterschaft für Frauen, ausgetragen in Stockholm.
Im Jahr 1893 sind die ersten Europameisterschaften in Berlin ausgetragen worden. Diese finden seitdem regelmäßig jährlich (mit Unterbrechungen während der beiden Weltkriege im 20. Jahrhundert) statt; bis 1980 ausschließlich für männliche Teilnehmer.
Eisschnelllauf der Männer steht seit 1924 auf dem olympischen Programm, 1960 kamen die Frauenwettbewerbe dazu.
Bis zu den 1980er Jahren fanden alle Wettbewerbe auf offenen Eisbahnen (bis etwa 1960 nur auf Natureis, dann auch künstlich vereiste Laufflächen) statt, wodurch eine hohe Wetterabhängigkeit bestand.
Die ISU führte 1984 Weltcup-Serien (WC) für Eisschnelllaufen ein, das sind zwischen 5 und 10 internationale Rennen pro Saison, bei denen es für gute Platzierungen Punkte und Prämien gibt. Weltcupsieger werden in den Einzeldisziplinen und als Gesamtsieger ermittelt und erhalten Siegprämien (z. B. in der Saison 2002/03 14.000 US$ auf jeder Strecke), der erstplatzierte Gesamtsieger wurde sogar mit 400.000 US$ genannt.
Erst seit 1996 gibt es bei den Einzeldistanzen eigene Weltmeister, zuvor nur inoffiziell bei der Absolvierung aller Teilabschnitte zum Sprint- oder zum Großen Mehrkampf.
In Deutschland agiert die Deutsche Eisschnelllauf-Gemeinschaft (DESG) als Dachverband. Im Jahr 2005 waren laut Angabe auf der ISU-Webseite Eislauf-Vereinigungen aus 61 Ländern national aktiv.
Die Sportverbände der Länder zahlen bei bedeutenden Veranstaltungen ihren Teilnehmern ebenfalls Siegprämien; z. B. erhielt der Olympiasieger Enrico Fabris für 2 Gold- und 1 Bronzemedaille insgesamt 300.000 Euro.

## Grundregel
In einem Eisschnelllaufwettkampf wird wie bei Laufwettbewerben der Leichtathletik der schnellste Läufer auf einer Standardstrecke ermittelt. Die elektronische Zeitnahme wird ausgelöst, sobald der Startschuss gefallen ist.

### Startzusammenstellungen

#### Paarweiser Lauf
Auf den Laufbahnen mit den von der Leichtathletik übernommenen 400-Meter-Ovalen ist wegen der ausgreifenden Körperbewegungen beim Schlittschuhlauf ein störungsfreier Lauf nur mit wenigen Läufern möglich. Es hat sich darum der Modus des paarweisen Laufens auf einer zweibahnigen Anlage mit mehreren Durchgängen herausgebildet. Die entsprechende Regel dafür wurde von der Internationalen Eislauf Vereinigung (IEV), dem Vorläufer der ISU, 1892 aufgestellt.
Die Athleten bekommen für den Start eine ausgeloste Bahn zugewiesen und wechseln in jeder Runde auf der Wechselgeraden (ca. 100 m) über Kreuz die Bahn. Damit wird die unterschiedliche Länge der Innen- und Außenbahn nach jeweils 2 Runden ausgeglichen.
„Zielfoto-Entscheidungen“ sind nicht vorgesehen, die endgültige Entscheidung über die Platzierung fällt gewöhnlich mit dem letzten Laufdurchgang durch den Vergleich der gemessenen Laufzeiten.
Da die paarweisen Läufe im Vergleich zu den Laufwettbewerben der Leichtathletik keinen unmittelbaren Vergleich aller Teilnehmer zulassen, zeigen die persönlichen Trainer am Rande der Außenbahn ihren Schützlingen zur Orientierung auf Klapptafeln die jeweils zuletzt gelaufene Rundenzeit auf eine Zehntelsekunde genau an, die erste Ziffer der vollen Sekundenzahl wird dabei meist weggelassen, da weitgehend unveränderlich.

#### Quartettstart
Um bei größeren Veranstaltungen Zeit einzusparen, wurden ab der Saison 2002 sogenannte Quartettstarts bei Laufdistanzen ab 1500 Metern eingeführt. Die Bekanntgabe erfolgte am 17. Juni 2002 auf dem ISU-Kongress in Kyoto.
Hierbei befinden sich (bis zu) vier Läufer gleichzeitig in zwei Paaren auf der Bahn mit einem Abstand von anfangs genau einer halben Runde zwischen den startenden Paaren. Der Start erfolgt entweder gleichzeitig für beide Paare, wobei die Startpunkte um eine halbe Runde versetzt sind oder das zweite Paar erhält von der gleichen Startlinie das Startsignal, wenn das erste Paar etwa eine halbe Runde zurückgelegt hat.

#### Massenstart
Bei der Startaufstellung in gestaffelten Reihen werden den bisher leistungsstärkeren Läufern die günstigeren Startplätze eingeräumt.
Bonussprints können Wertungspunkte erbringen, die man zum Gewinnen braucht. Wettkampfteilnehmer, die vom führenden Läufer überrundet werden, scheiden im laufenden Wettkampf aus.

### Wettkampfstrecken
Im Wettkampf werden festgesetzte Streckenlängen gelaufen. Übliche Einzelstrecken sind 100, 500, 1000, 1500, 3000, 5000 und 10.000 Meter, bei nationalen und Nachwuchswettbewerben auch andere. Im Nachwuchsbereich gibt es zum Beispiel Strecken mit 100, 200, 300, 500 und 700 Meter.
Sprint-Mehrkämpfe werden über die je zweimal gelaufenen Strecken von 500 und 1000 Meter ausgetragen, Vierkämpfe werden über die Strecken 500, 1000, 1500 und 3000 Meter („Kleiner Vierkampf“ der Frauen), 500, 1500, 3000, und 5000 Meter („Kleiner Vierkampf“ der Männer und „Großer Vierkampf“ der Frauen) und 500, 1500, 5000 und 10.000 Meter („Großer Vierkampf“ der Männer) durchgeführt.
Von 1949 bis 1955 wurden bei den Frauen Streckenkombinationen 500, 3000, 1000 und 5000 Meter gelaufen. 1955 entschied die ISU, die Strecke von 5000 Metern für Frauenwettkämpfe nicht mehr zuzulassen. Der damalige „Große Vierkampf“ wurde umgewandelt in die Streckenkombination 500, 1500, 1000 und 3000 Meter, den heutigen „Kleinen Vierkampf“ der Frauen. 1982 wurde nach Wiedereinführung der 5000-Meter-Strecke bei den Frauen eine neue Streckenkombination für deren „Großen Vierkampf“ eingeführt mit den Teilstrecken 500, 3000, 1500 und 5000 Meter.
Allgemein heißen die Vierkämpfe wegen ihres Charakters als Vielseitigkeitsprüfung auch Allround-Mehrkämpfe.

### Wertung
Für Einzelstrecken-Wettbewerbe wird der Läufer mit der kürzesten gemessenen Zeit auf der Laufstrecke als Sieger ermittelt.
Bei Mehrstrecken-Kombinationen (Vierkampf) werden die Zeiten der einzelnen Läufe jedes Sportlers jeweils auf den Durchschnitt für einen 500-Meter-Abschnitt umgerechnet und zu einer Punktzahl addiert. Beispiel: eine über 1500 Meter erreichte Zeit von 2:09,6 min, also 129,6 s, wird durch drei geteilt und ergibt 43,2 „Punkte“, die in die Wertung eingehen. Die so addierten Punktzahlen der einzelnen Läufer werden miteinander verglichen, wobei der Läufer mit der jeweils kleinsten Punktzahl zum Sieger und gegebenenfalls Rekordhalter erklärt wird. Das Endklassement ergibt sich somit ausschließlich aus den erzielten und auf 500-Meter-Distanzen umgerechneten Durchschnittszeiten, nicht aus der Platzierung in den Einzelläufen.

## Laufstil

### Grundprinzip
Die Fortbewegung geschieht prinzipiell durch abwechselndes Abstoßen mit dem einen Schlittschuh und einem Gleitvorgang auf dem jeweils anderen Fuß.
Auf der Eisoberfläche befindet sich bei Temperaturen bis −30 °C eine sehr dünne (70 Nanometer bei 0 °C) Flüssigkeitsschicht, die zusätzlich durch die Druckaufschmelzung des Schlittschuhs etwas erhöht wird. Auf dieser flüssigen Schicht ist der Reibungswiderstand beim Gleitvorgang sehr gering und daher kann mit relativ geringem Krafteinsatz eine hohe Geschwindigkeit auf dem Eis erreicht werden.
Um sich mit den Beinen genügend weit abstoßen zu können, müssen Eisschnellläufer tief in die Hocke gehen. Gleichzeitig erfordert dies zum Gleichgewichtsausgleich das Vorbeugen des Oberkörpers. Daraus ergibt sich die typische Krummbuckel-Laufhaltung dieser Sportart.
Die Arme werden beim Sprint zur Gleichgewichtshaltung meist wechselnd seitlich geschwenkt, bei zügigem Lauf auf der Langstrecke je nach Können und Veranlagung rückseitig ruhend aufgelegt.

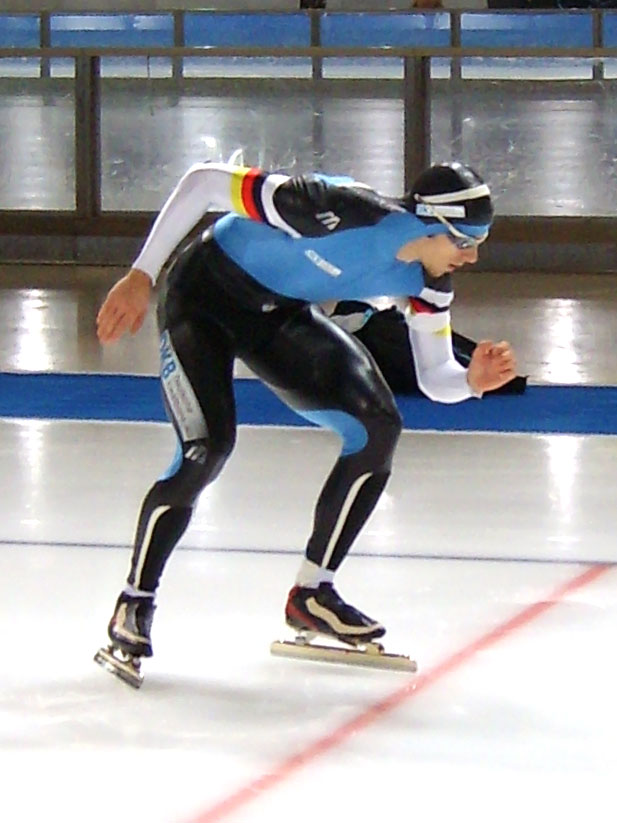
Startaufstellung
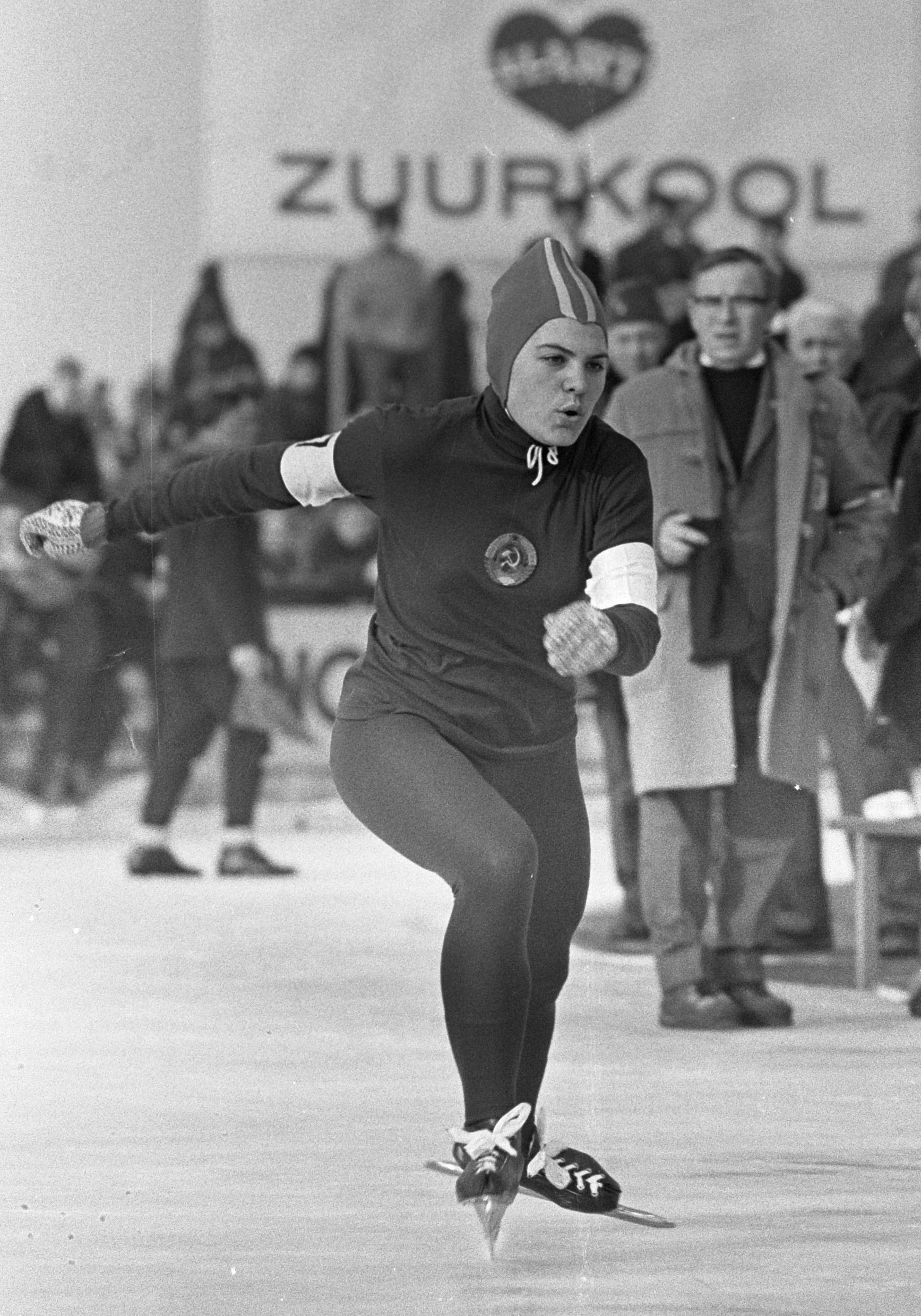
In der Startphase
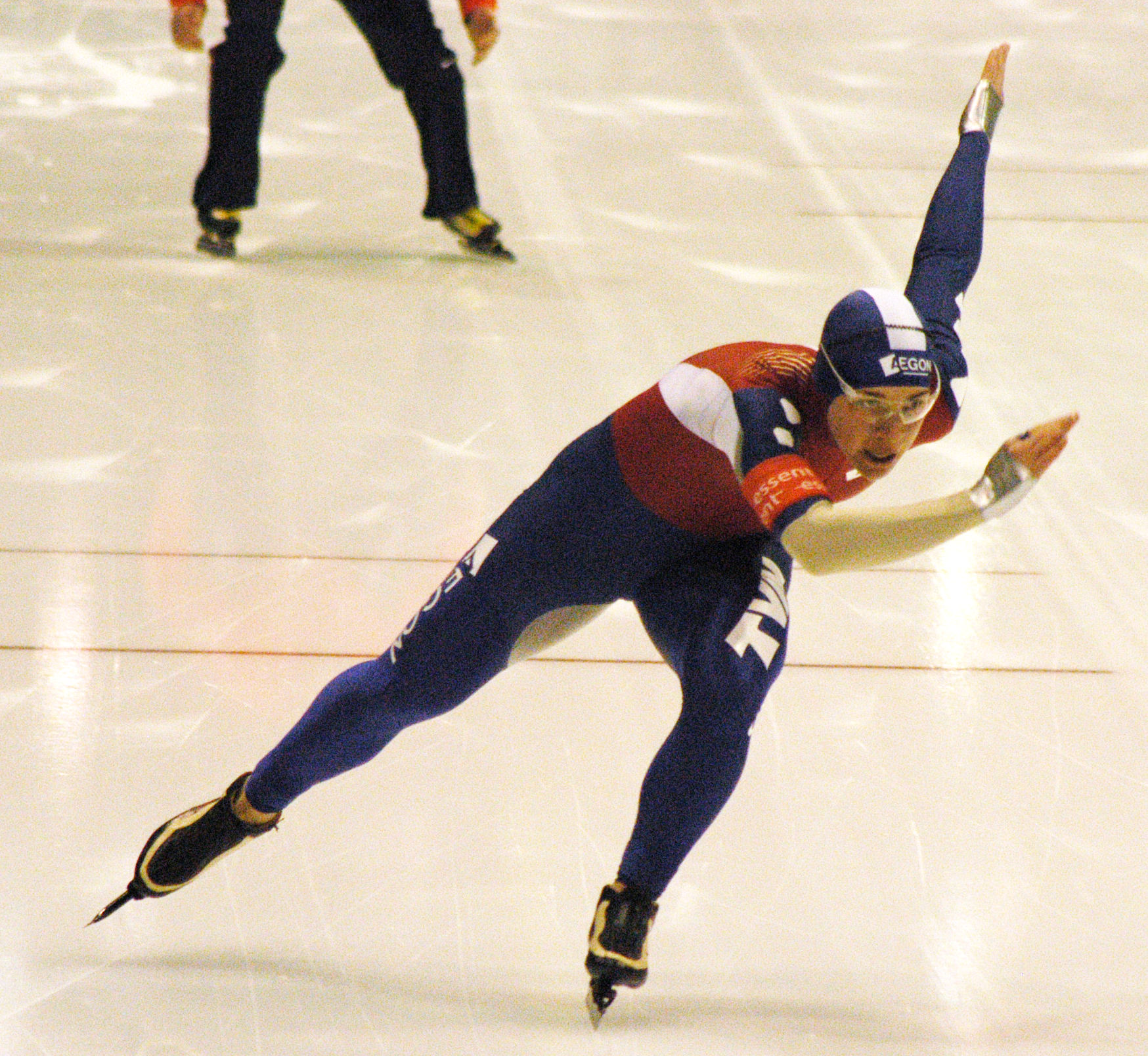
Läuferin beim Geradeauslauf
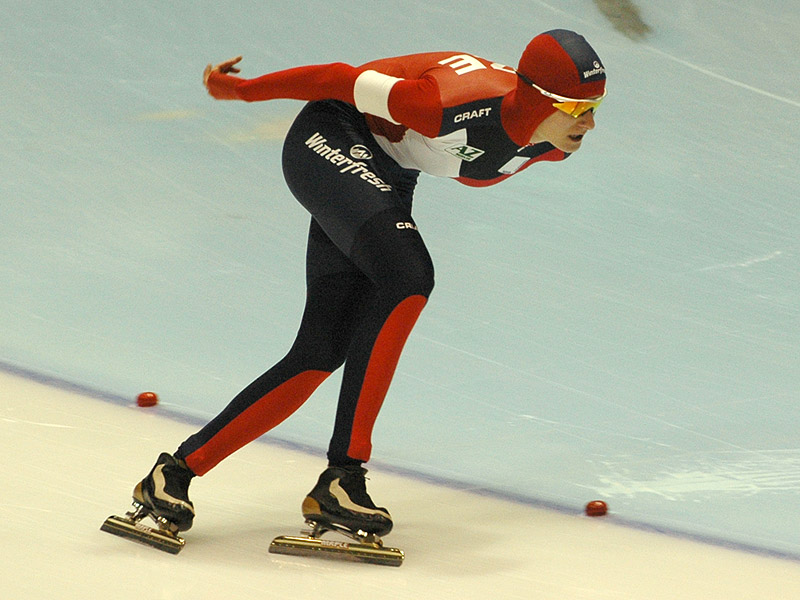
Martina Sablikova in der Kurve, deutlich zu sehen ist das „Übersetzen“ des kurveninneren Beins
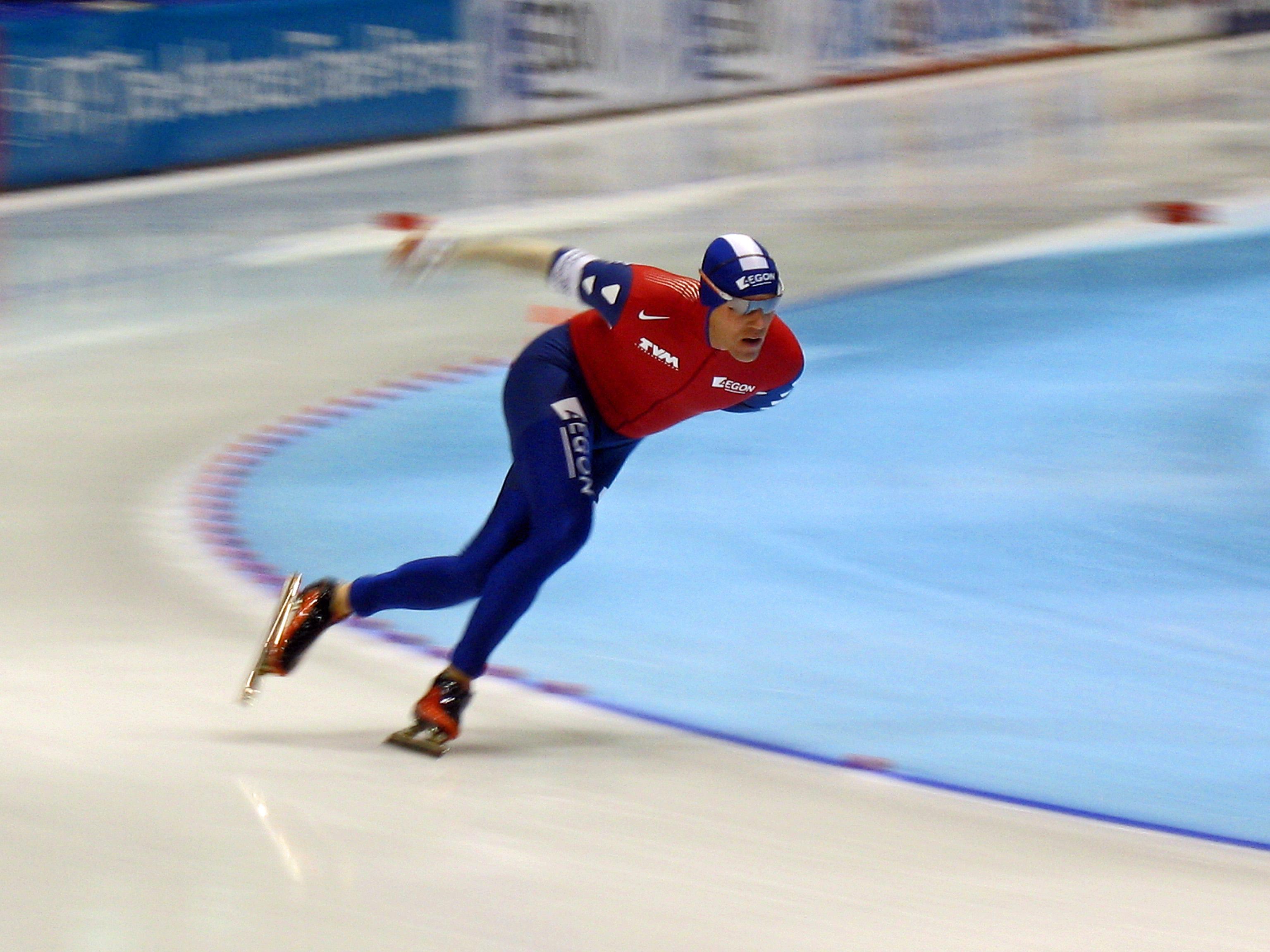
Carl Verheijen beim Weltcup 2008. Man beachte die starke Schräglage der aufgesetzten Kufe.

Weitere Grundlagen siehe auch in Funktionsweise des Schlittschuhlaufes.

### Startphase
Zum Start stellen sich die Läufer in meist aufrechter Haltung auf; gelegentlich wird auch ein gebückter Tiefstart mit einer stützenden Hand auf dem Eis durchgeführt. Ein Fuß befindet sich in Anstoßposition, der andere in Gleitposition. Beim Startsignal beginnt eine rasche Folge schneller kurzer Schritte, bei denen noch keine Gleitphase enthalten ist, vielmehr wird der Körper durch zahlreiche kurze Abstöße nahe an die Laufgeschwindigkeit gebracht. Beide Schlittschuhe werden dabei seitlich nach außen abgewinkelt. Bei genügender Geschwindigkeit erfolgen zunehmend längere Gleitphasen bis zum Übergang in den Laufstil auf der Geraden.

### Lauf auf der Geraden
Im Gegensatz zum rückseitigen Abstoßen beim Kunstlauf und Eishockey stößt sich der Eisschnellläufer auf gerader Strecke mit den Beinen abwechselnd zu jeder Seite ab, wobei die Kufe in ganzer Länge mit der Eisfläche in Kontakt bleibt. Der jeweils nicht stoßende Fuß befindet sich dann in der Gleitphase. Durch die eingeschliffene schwache Ausbauchung der scheinbar geraden Kufen-Gleitfläche ergibt sich ein verlässliches Eindringen in die Eisoberfläche, um den Widerstand an der Kufenkante für den Abstoßvorgang zu gewinnen. Durch die ständige Abwechslung von Stoß- und Gleitfuß führt diese Technik zu einem geschwungenen, deutlich zickzackförmigen Laufweg, mit dem dennoch die größtmögliche Geschwindigkeit auf dem Eis erreicht wird.

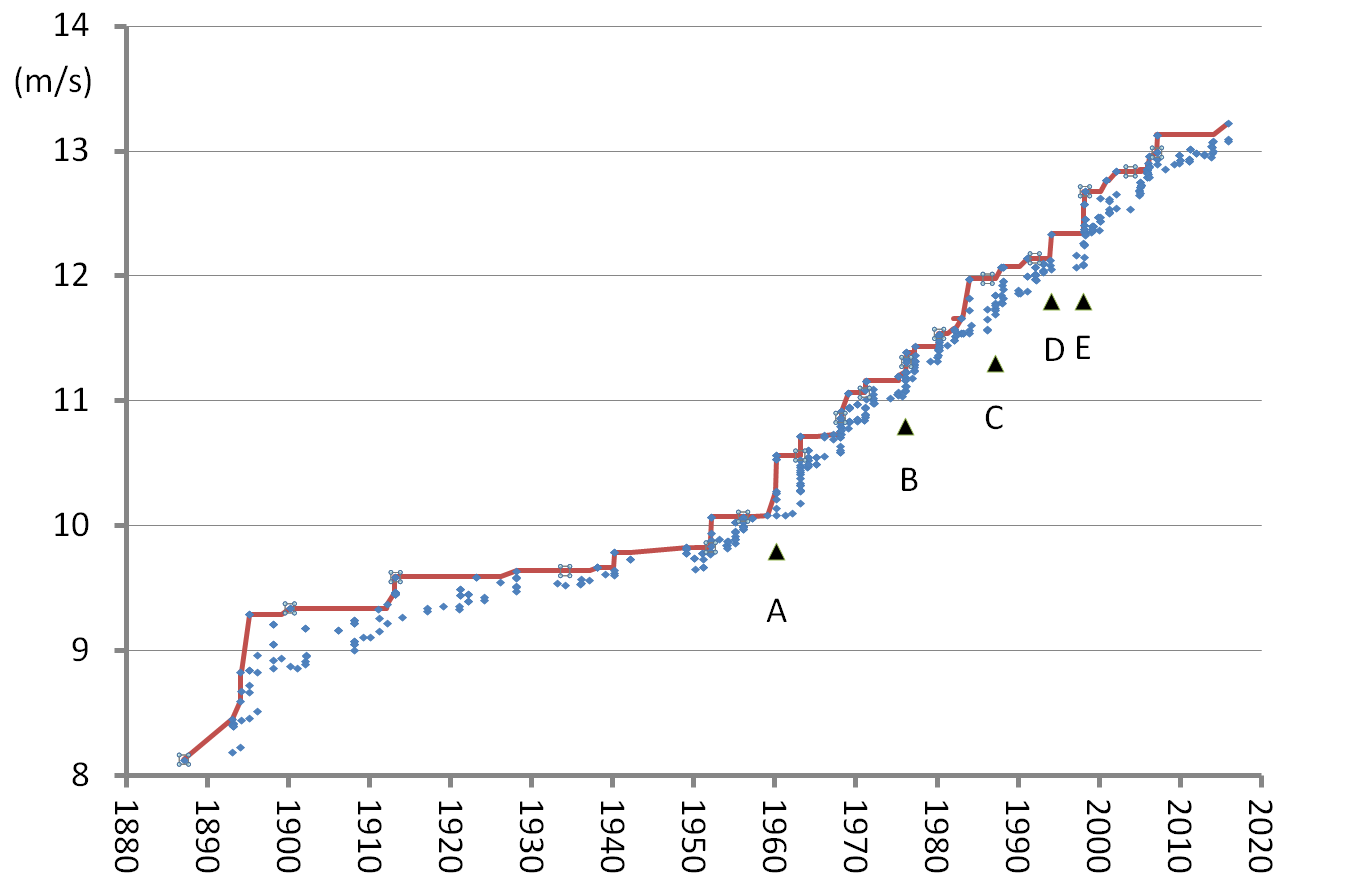
Darstellung der Geschwindigkeiten im Eisschnelllauf über 10 km.
Die rote Linie zeigt die aktuelle Weltbestleistung. Die blaue Punkten sind Höchstgeschwindigkeiten pro Saison.
A - Einführung Kunsteis
B - Einführung aerodynamischer Anzüge
C - Einführung Hallenbahnen
D - Einführung Klappschlittschuhe
E - Einführung aerodynamischer Streifen

### Kurvenlauf
Am Ende jedes Abstoßvorganges muss der Stoßfuß vor den Gleitfuß gesetzt werden, um seinerseits das Gleiten zu übernehmen. In der Kurve muss zusätzlich der „ehemalige“ Stoßfuß vor dem „geradeaus“ laufenden Noch-Gleitfuß weiter zur Innenseite der Kurve hin angesetzt werden, um nicht tangential aus der Kurve hinausgetragen zu werden. Um diese Richtung zu sichern, muss der nunmehrige Stoßfuß nicht nur nach hinten, sondern auch zur Außenseite der Kurve hin Druck ausüben. Daher stößt sich bei dem standardmäßigen Lauf gegen den Uhrzeigersinn „linksherum“ stets das kurveninnere linke hinter dem kurvenäußeren rechten Bein gegen die Fliehkraft nach rechts bzw. nach außen ab. Dieser Vorgang wird Übersetzen genannt. Durch die gebückte Laufhaltung ist günstigerweise auch der Körperschwerpunkt nach unten verlagert, was das schnelle Durchlaufen von Kurven gegen die Fliehkraft erleichtert.

### Geschwindigkeiten
Spitzenläufer erreichen eine Dauergeschwindigkeit von etwa 48 km/h, im Sprint kurzzeitig bis über 60 km/h. Die höchsten Durchschnittsgeschwindigkeiten werden nicht auf der kürzeren 500-Meter-Sprintstrecke, sondern auf der 1000-Meter-Strecke erreicht. Grund dafür ist der größere Anteil der langsameren Startphase auf der kürzeren Strecke. Die Durchschnittsgeschwindigkeiten auf der 1500-Meter-Strecke sind etwa gleich denen der 500-Meter-Strecke. Erst auf der 3000-Meter-Strecke und der 10.000-Meter-Strecke zeigt sich ein deutlicherer Geschwindigkeitsabfall gegenüber der jeweils vorangehend kürzeren Wettkampfdistanz.
Die statistische Betrachtung der Geschwindigkeiten etwa auf der 10.000-Meter-Strecke zeigt seit 1945 bis heute eine weitgehend lineare Steigerung ohne derzeit erkennbare Annäherung an einen Grenzwert. Im Gegensatz dazu nähern sich vergleichsweise in der Leichtathletik die Zeiten bzw. Geschwindigkeiten deutlicher einem Grenzwert (vergleiche Verlauf der Weltrekordzeit im 10.000-Meter-Lauf). Überdies zeigt sich, dass sich die Geschwindigkeit auf dem Eis seit 1945 und auf der 10.000-Meter-Strecke um etwa 25 % erhöht hat, während der Vergleichswert für die gleiche Laufstrecke auf der Aschenbahn bei nur 10 % liegt.

## Ausrüstung

### Schlittschuhe
Etwa um 1870 wurden in den USA die ersten brauchbaren Ganzmetall-Schlittschuhe auf den Markt gebracht. Bereits um die Wende zum 20. Jahrhundert wurden die bis etwa 1980 verwendeten Schlittschuhstiefel entwickelt. Die Stiefel sind zwischen 480 und 630 Gramm schwer und meist mit den Schlittschuhen fest verbunden. Sie haben bis unterhalb des Fußgelenkknöchels reichende Schnürschuhe aus Rind- oder Ziegenleder, in neuerer Zeit auch aus Kunststoff; das Futter besteht größtenteils aus Schweinslederfutter und die Kanten sind gepolstert. Innengelenke werden ausgearbeitet, die Hinterkappe wird verlängert. Metallene Oberbauteile, die weichgelötet und punktverschweißt werden, vervollständigen die Schlitt-Schuh-Einheit. In den Schuhen tragen die Sportler oft keine Strümpfe, um das Eisgefühl optimal zu erhalten.
Die langen Stahlkufen, wegen ihrer außerordentlichen Schärfe auch Brotmesser genannt, sind bis 45 Zentimeter lang und haben eine Dicke von etwa 0,9 bis 1,2 Millimetern. Die Lauffläche hat einen Planschliff mit einer schwachen Kurvung in Längsrichtung, die einen guten Kurvenlauf ermöglicht. Die Spitze ist gerundet, das Ende nach hinten abfallend. Die Kufen sind in der traditionellen Bauweise fest in eine rohrförmige Metallkonstruktion, den Torpedo eingelassen, der wiederum mit Trägerelementen und Halteplatten mit der Schuhsohle fest verbunden ist. Neuere Entwicklungen haben statt des metallenen Torpedos Kunststoff- und Aluminiumprofilfassungen.

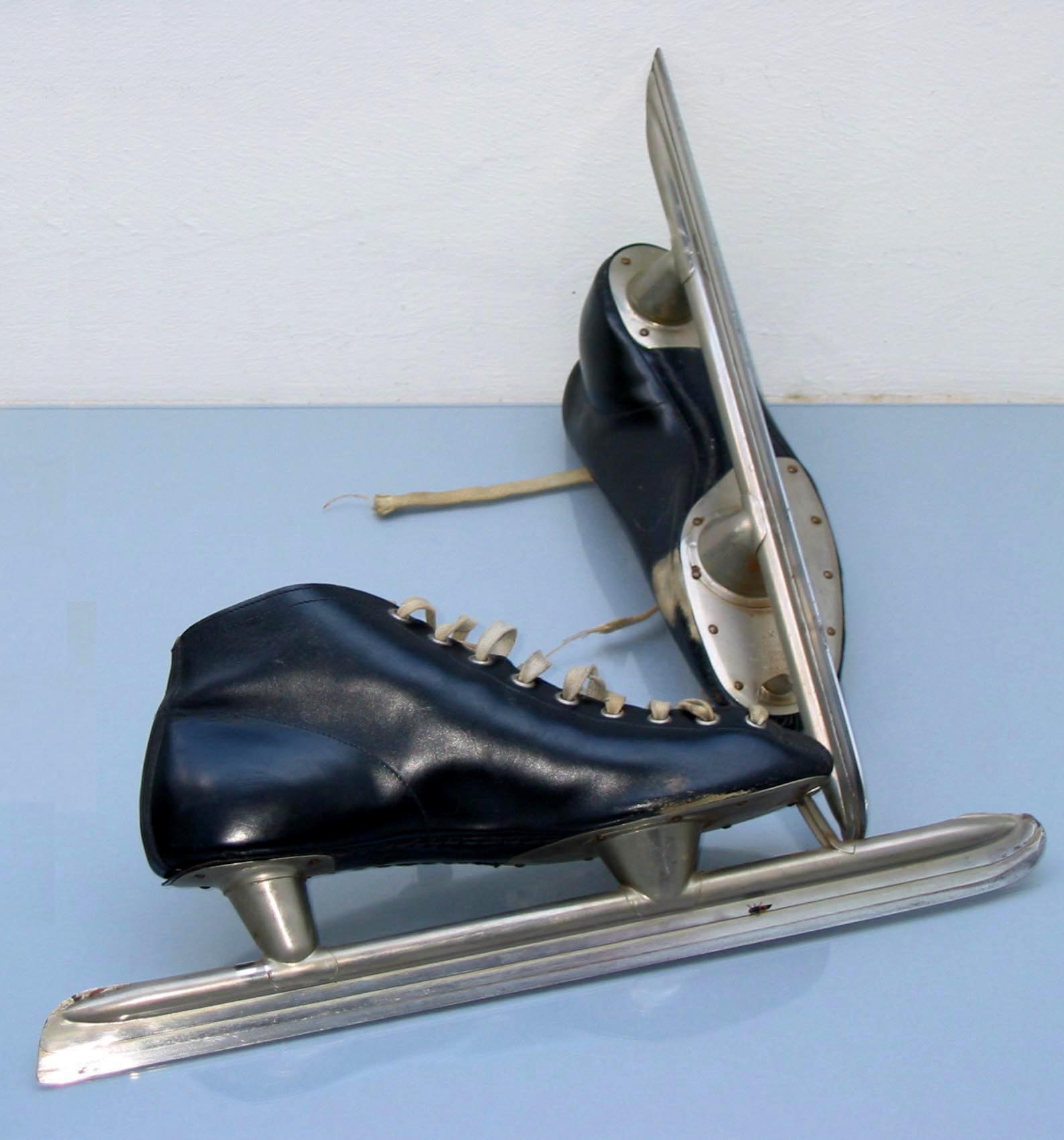
Schlittschuhe ohne Klappmechanismus mit Torpedo, 1970er Jahre
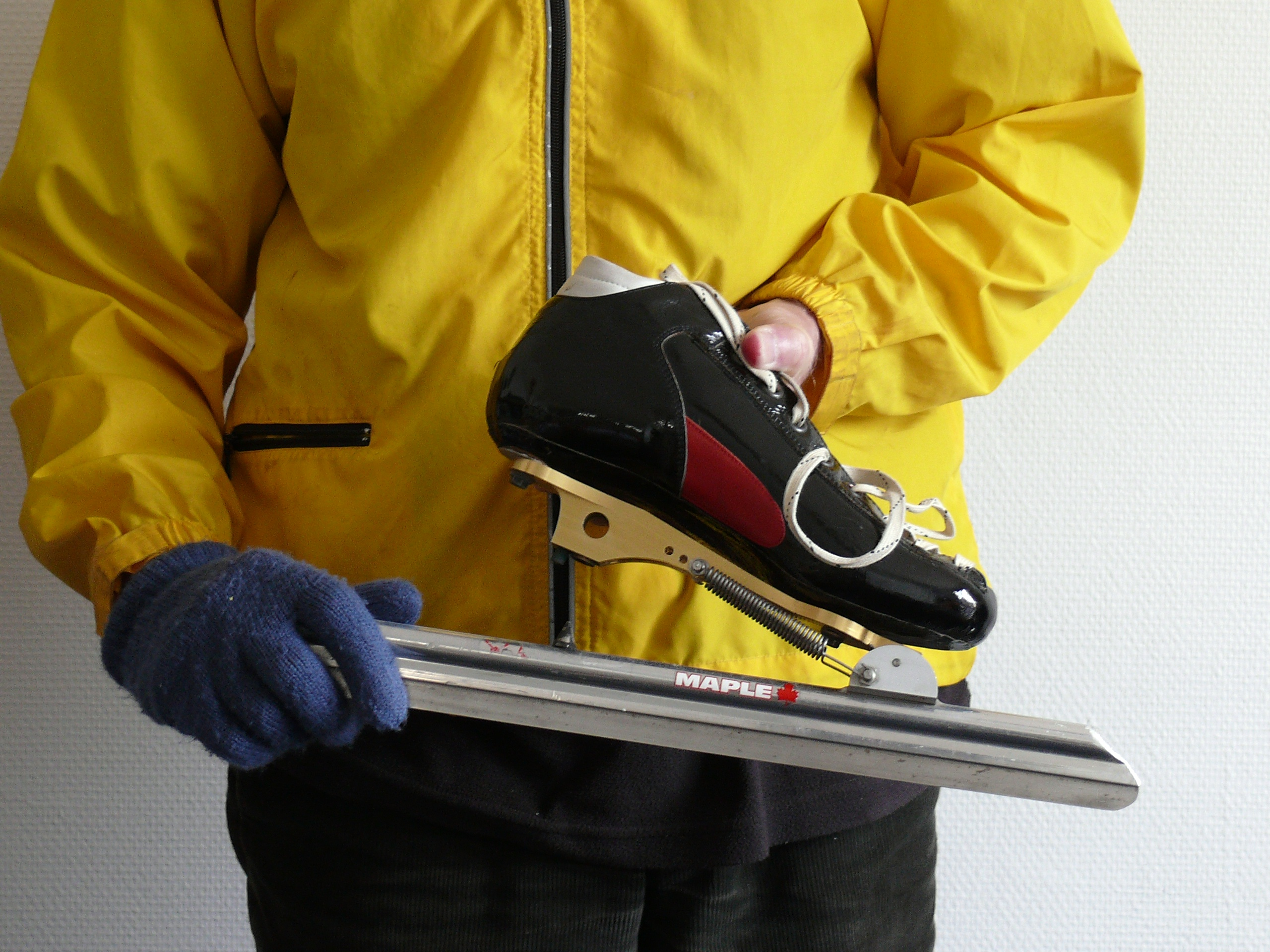
Klappschlittschuh, mit verstellbarer Federbefestigung
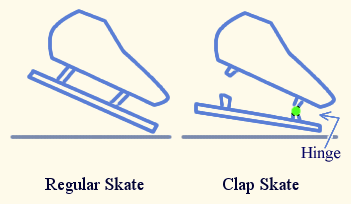
Links: normaler Schlittschuh. Rechts: Klappschlittschuh, grün eingezeichnet das Gelenk
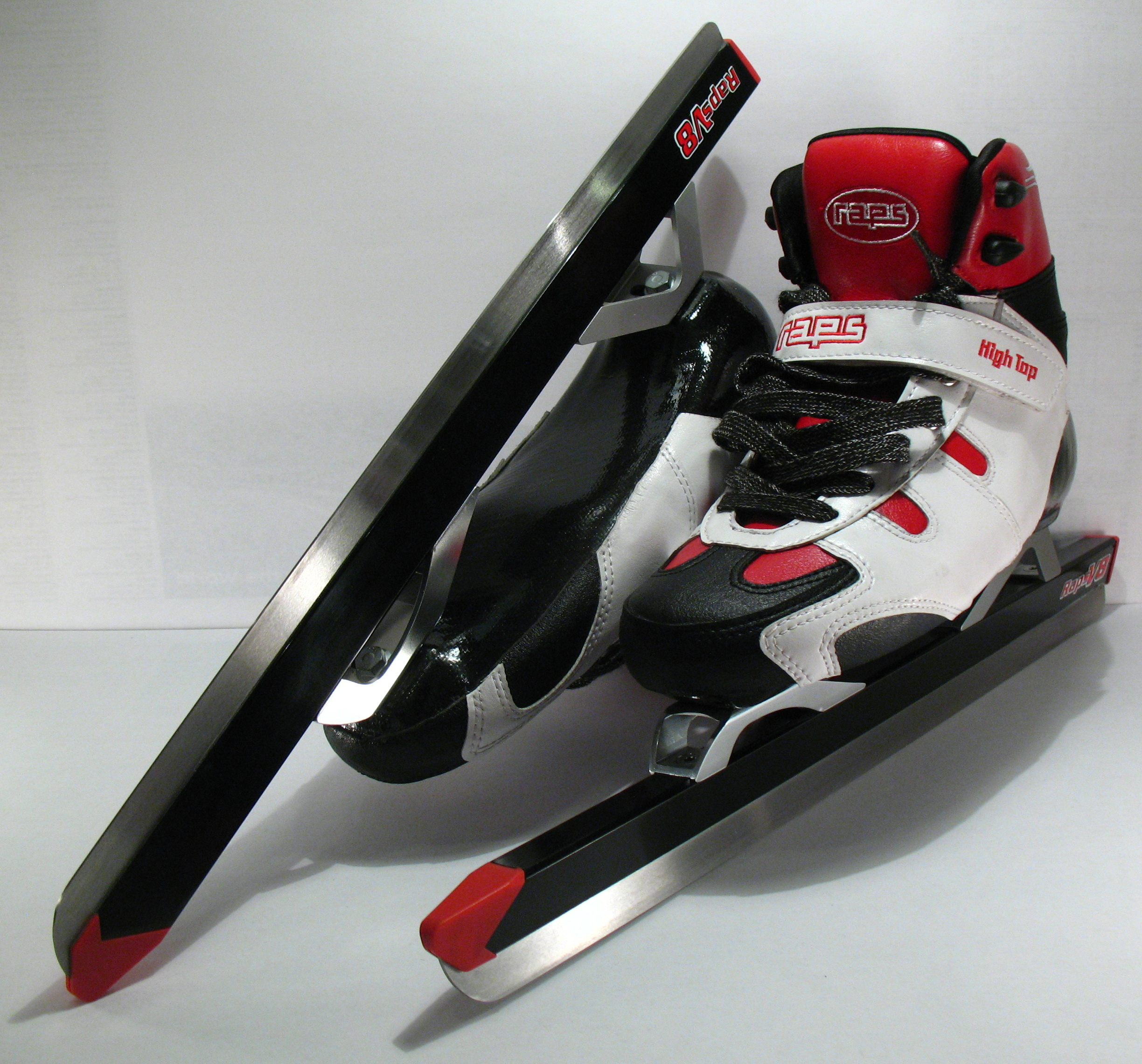
Aluminiumprofilfassung einer Schnelllaufkufe an einem Tourenschuh
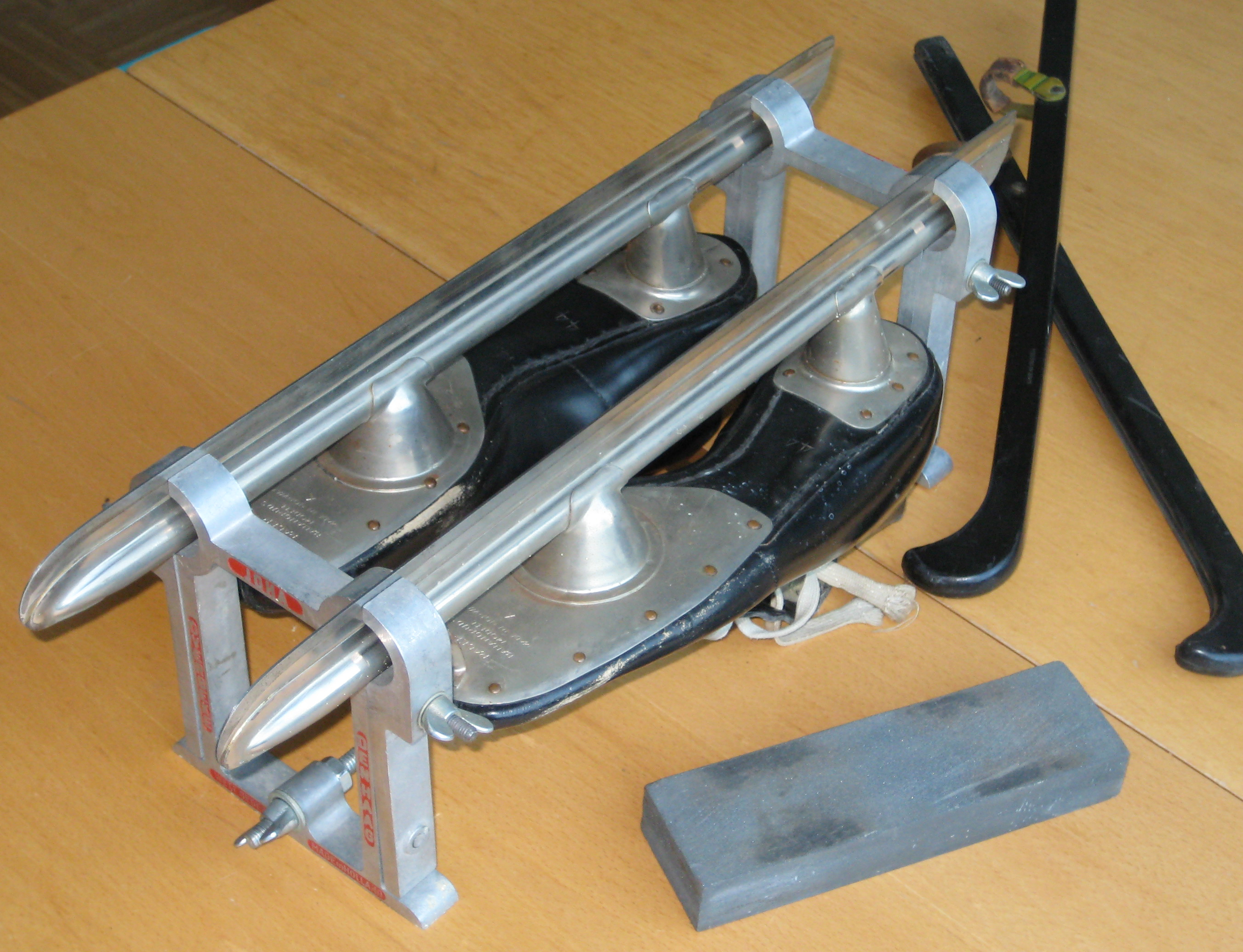
Schlittschuhe im Schleifbock, daneben Schleifstein und Kufenschoner
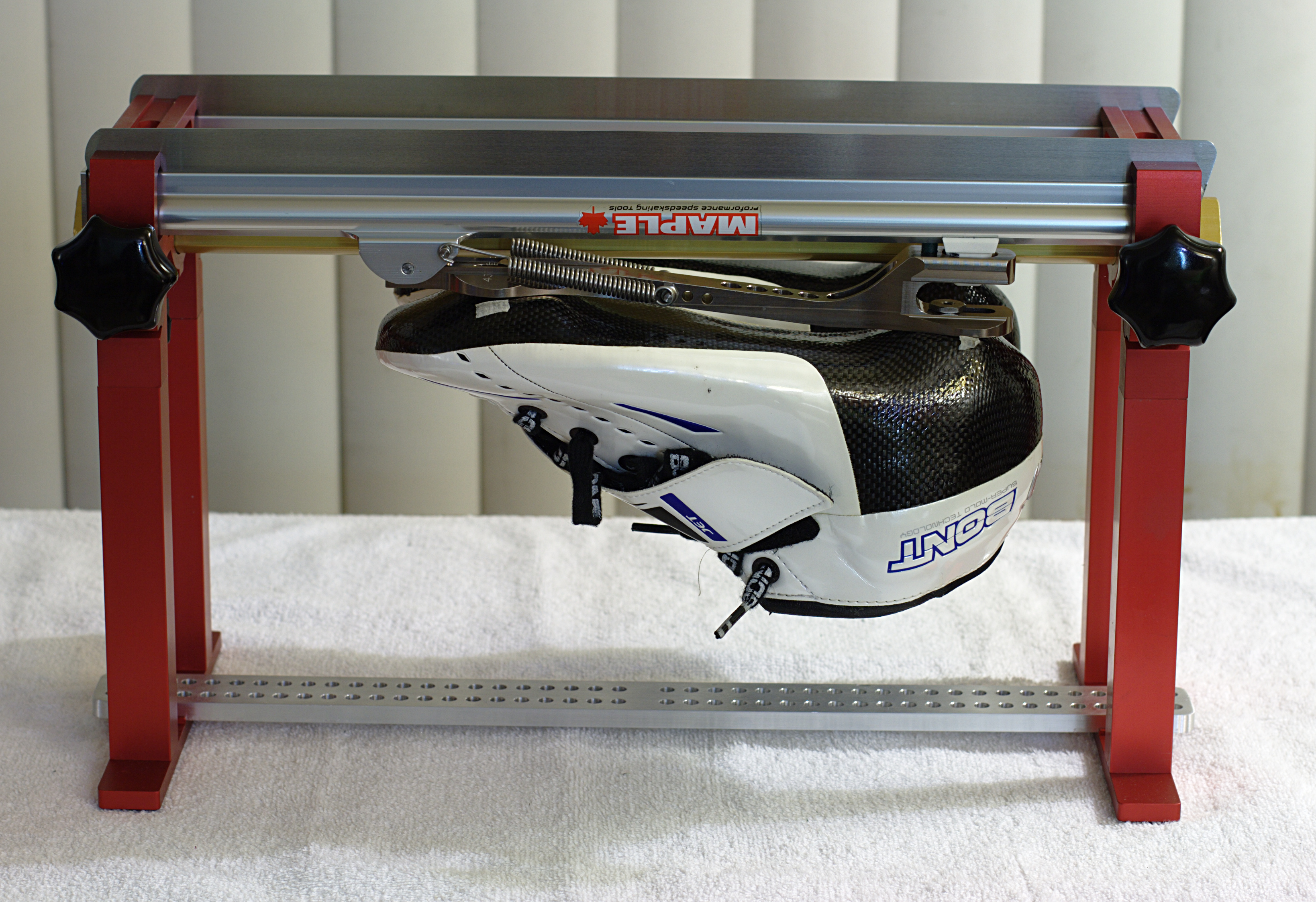
Schlittschuhe im Schleifbock
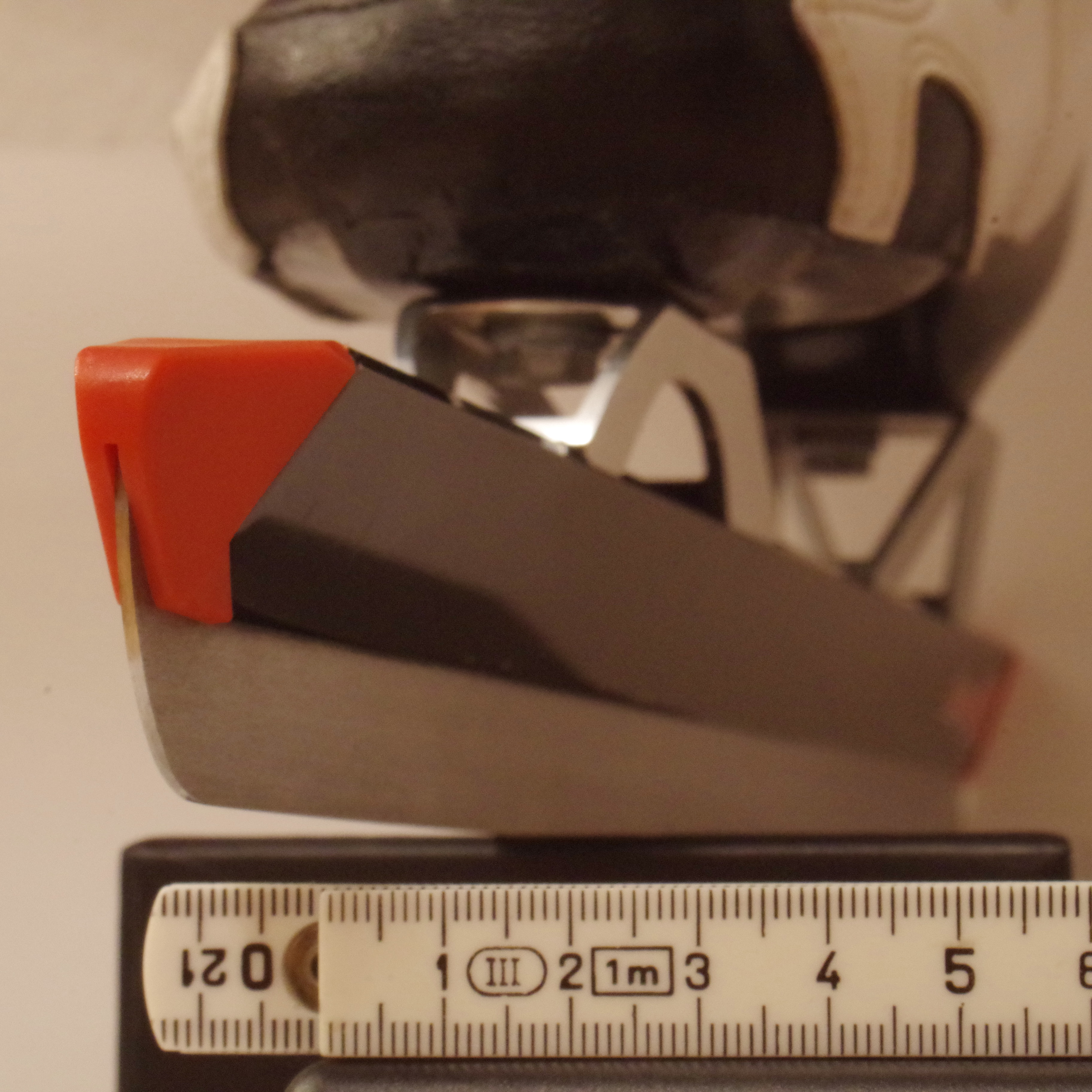
Schnelllaufkufe
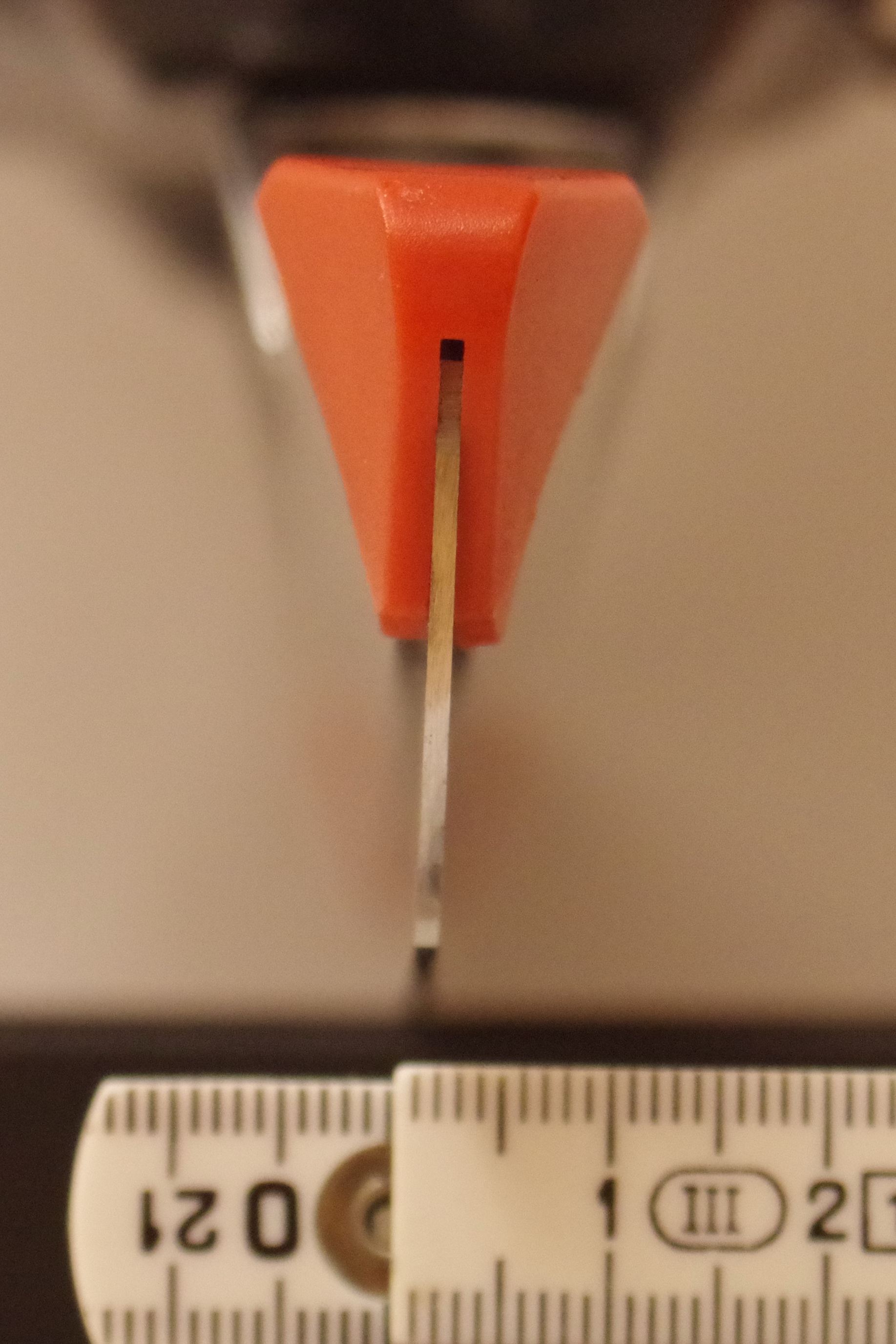
Schnelllaufkufe

Werksseitig werden die Kufen mit einer vorgeschliffenen Längsrundung ausgeliefert. Die Rundungsradien liegen je nach Modell zwischen 23 und 27 Metern. Mit diesen Rundungsmaßen senkt sich der Mittelbereich einer 40 Zentimeter langen, waagerecht aufgesetzten Kufe etwa 0,8 bis 1,0 Millimeter tiefer in das Eis als die Endbereiche. Manche Läufer bevorzugen kleinere und damit ausgeprägtere Rundungsradien, die dann mehr Halt beim seitlichen Abstoß geben. Dies kann bei den großen Rundungsradien leicht durch stärkeres Schleifen der Kufenenden appliziert werden.
Nach einigen Läufen muss stets die Kufe nachgeschliffen werden. Dies erfolgt in einem Spannbock mit exakt parallel eingespannten Kufen beider Schlittschuhe und einem von Hand längs über die Gleitflächen geführten flachen Schleifstein. Wichtig ist dabei, durch einen gefühlvollen Schleifvorgang neben der Glätte möglichst scharfe, rechtwinklige Kanten an der Kufe zu erzielen, die sich in das Eis eindrücken können. Ein Indiz für eine genügend scharfe Kante ist, wenn von einem leicht über die Kante gestrichenen Daumennagel ein sauberer Span abgetragen wird. Die schwache Längsrundung der Kufe darf dabei nicht weggeschliffen werden.
Der letzte Entwicklungsstand ist der Klappschlittschuh, bei dem die Kufe beim Anheben der Ferse bei gestrecktem Stoßbein hinten abklappt und erst beim endgültigen Abheben von einer Feder wieder zurückgezogen wird. Damit kann die Kufe über einen längeren Weg und mit abgehobener Ferse zum Abstoßen auf dem Eis belassen werden. Vor allem die Langstreckensportler ab 3000 Metern profitierten davon.
Herkömmliche Schnelllaufschlittschuhe sind ab 150 Euro erhältlich, Klappschlittschuhe inklusive Kufen können ab 500 Euro und neueste Hightech-Entwicklungen mit individueller Anpassung über 2000 Euro kosten.

### Bekleidung
Die Bekleidung hat eine nicht unwesentliche Funktion beim Wettkampflauf. In erster Zeit für die damaligen Natureisbahnen war sie vor allem Kälteschutz, nach dem Aufkommen von Hallenwettbewerben verlagerte sich ihre Funktion vor allem auf die aerodynamische Körper-Optimierung, wozu auch Muskelformung gehört.
Bei den ersten organisierten Wettkämpfen der Fen Skater in England war eine zunftartige, folkloristisch anmutende Bekleidung zu sehen, die aus halblangen, dunklen Hosen, langen Strümpfen, weißen Pullovern und einem runden schwarzen Käppi bestand. Einen etwas abgewandelten Stil mit ebenfalls weißen Pullovern und rundem Käppi zeigten damals auch norwegische Sportler in diesem Outfit, jedoch mit enger anliegenden und langen Beinkleidern.
Die Bekleidung im 20. Jahrhundert wechselte zu wollenen Strumpfhosen und enganliegenden Pullovern sowie eine die Ohren überdeckende Mütze. Der Schweizer Architekt und Läufer Franz Krienbühl entwickelte 1974 aus aerodynamischen Überlegungen einen einteiligen hautengen Anzug (einen Ganzkörper-Kapuzenanzug), der anfänglich eher amüsiert verspottet wurde. Als Krienbühl bei den Olympischen Spielen 1976 mit diesem Anzug als 47-Jähriger den achten Platz erreichte, änderte sich jedoch diese Einstellung sofort. Seither tragen alle Läufer diesen Einteiler oder inzwischen auch aerodynamisch optimierte Einzelteile im Wettkampf, die meist im Windkanal erprobt worden sind. Der somit klar erkennbare Einfluss der Aerodynamik verleitet gelegentlich zu Versuchen, mit besonderen Änderungen der Bekleidung Vorteile zu erreichen.
Insgesamt sind trotz aller Experimente keine festen Vorschriften festgelegt worden. Jedoch müssen alle Neuentwicklungen von der technischen Kommission der ISU für internationale Wettkämpfe zugelassen werden. Anlässlich der OWS 1998 trugen die niederländischen Eisschnellläufer Anzüge mit fünf 1 Millimeter breiten und 1,5 Millimeter dicken Silikonstreifen (am Oberschenkel, an der Kapuze), die den Luftwiderstand verringern sollen, indem sie (bei individueller Anpassung) für den richtigen Strömungsabriss sorgen. Zu den Olympischen Winterspielen 2002 wurden wiederum verbesserte Materialien für die Laufanzüge eingesetzt. Um sich gegen Augenentzündungen zu schützen, benutzen die Wettkämpfenden meist windschlüpfige Plastik-Schutzbrillen.
Die ISU-Regeln erlauben den Sportlern seit Mitte der 1990er Jahre, bei internationalen Wettkämpfen auf der Laufkleidung max. fünf Logos von Sponsoren zu tragen, die jedoch eine festgelegte Größe nicht überschreiten dürfen; bei nationalen Vergleichen gibt es dagegen großzügigere nationale Regelungen. – Die DESG erlaubt ihren Sportlern sechs Werbeflächen auf den Rennanzügen, von denen sie einige selbst vermarktet oder Prozente von den Sportlern erhält. Damit kann dann zum Beispiel die Nachwuchsarbeit finanziert werden (Stand von 2002).

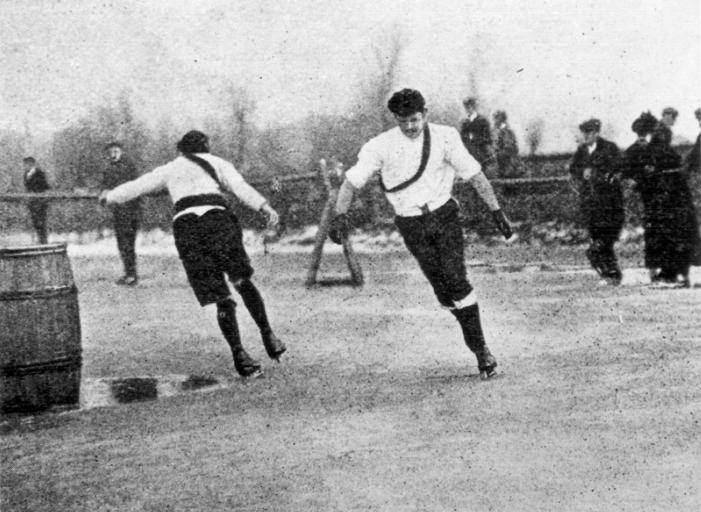
Englische Fen Skater in Wettkampfbekleidung, 1899
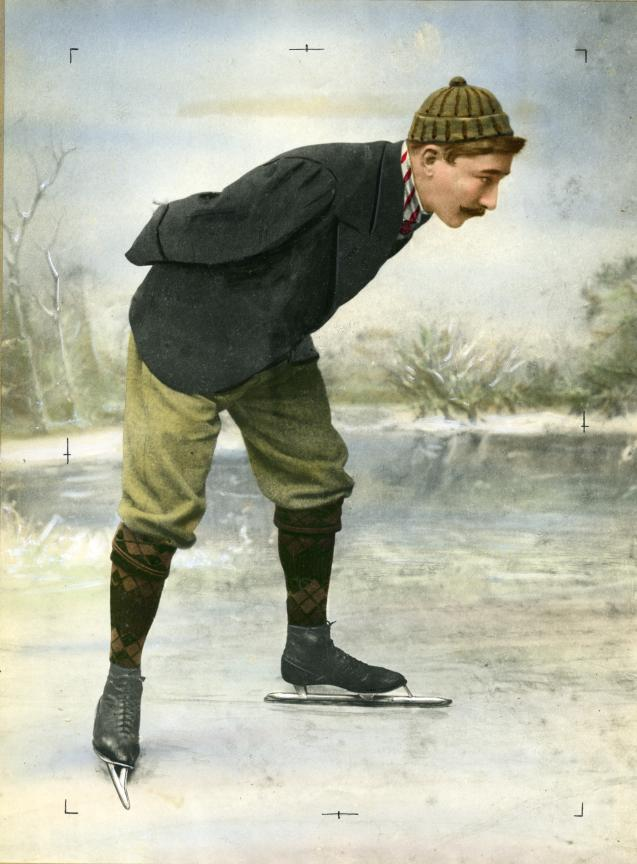
Erster Weltmeister im Eisschnelllauf war 1893 Jaap Eden
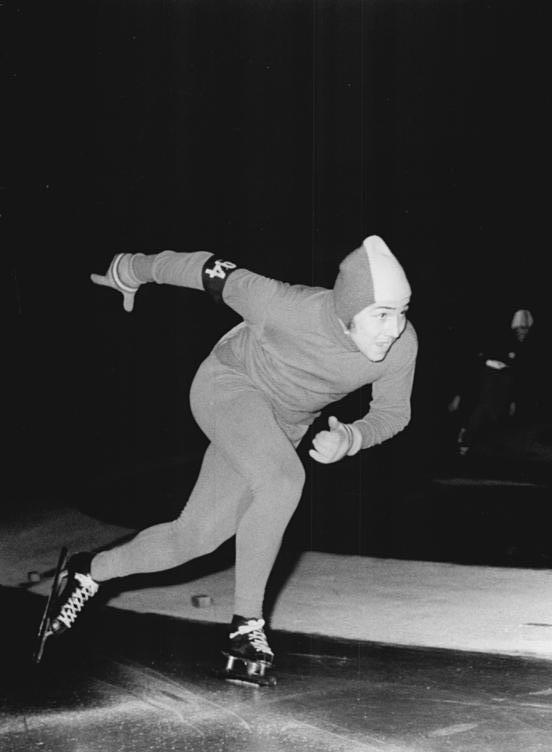
Läufer in der bis 1974 üblichen Kleidung
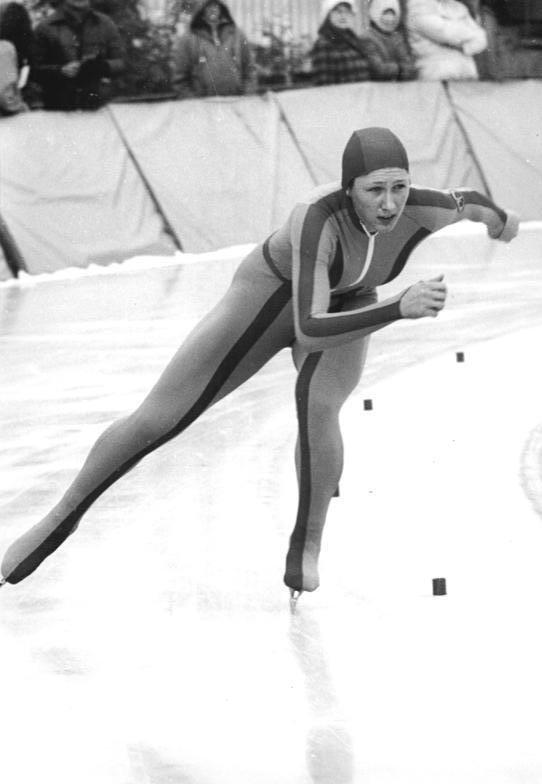
Karin Enke 1983 im aerodynamischen Suit

### Laufbahn

Laufbahn-Maße, die blaue Linie zeigt exemplarisch ab dem Innenbahn-Startpunkt zum 10.000-Meter-Lauf den ersten Runden-Umlauf mit dem regelkonformen Bahnwechsel auf die Außenbahn. Der andere Läufer wechselt dort überkreuzt auf die Innenbahn

Nach den Regeln der Deutschen Eisschnelllauf-Gemeinschaft sind ovale Laufbahnen mit entweder 400 Meter oder 333,33 Meter Laufbahnlänge zulässig.
Bei Wettbewerben der ISU sind 400 Meter Bahnlänge vorgeschrieben. Die Kurven sollen einen inneren Radius von 25 bis 26 Meter haben, die Bahnbreite zwischen vier und fünf Meter betragen.
Die reguläre Wettkampfbahn ist damit eine 400 Meter umfassende, ovale Bahn, auf der zwei Wettkampf-Laufspuren von je fünf Meter Breite und zuinnerst eine Warmlaufbahn abgeteilt sind. Der Kurvenradius ist 25 Meter auf der Innenlinie der Innenbahn und 30 Meter auf der Trennlinie zwischen den beiden Wettkampflaufspuren, die Geraden sind je etwa 110 Meter lang.
Im Verlauf des Wettkampfes wechseln die Läufer in jeder Runde auf der Wechselgeraden überkreuz die Bahn. Damit wird die Länge der gelaufenen Strecke nach jeder Runde ausgeglichen. Die Startpunkte sind entsprechend dem anfänglichen Längenunterschied zwischen Innen- und Außenbahn versetzt. Da jeweils das letzte Stück einer Laufstrecke eine Zielgerade haben soll, ergeben sich zusätzlich verschiedene Startbereiche je nach Laufstreckenlänge.
Kurzbahnen werden mangels einer verfügbaren großen 400-Meter-Bahn benutzt. Je nach der verfügbaren Fläche, z. B. auf einem Eishockeyfeld, beträgt die Länge von Kurzbahnen zwischen 120 und 200 Meter. Lokale Eisschnelllauf-Meisterschaften auf Kurzbahnen werden über dieselben Distanzen wie auf der Langbahn durchgeführt, wobei die 10.000-Meter-Strecke seltener gelaufen wird.

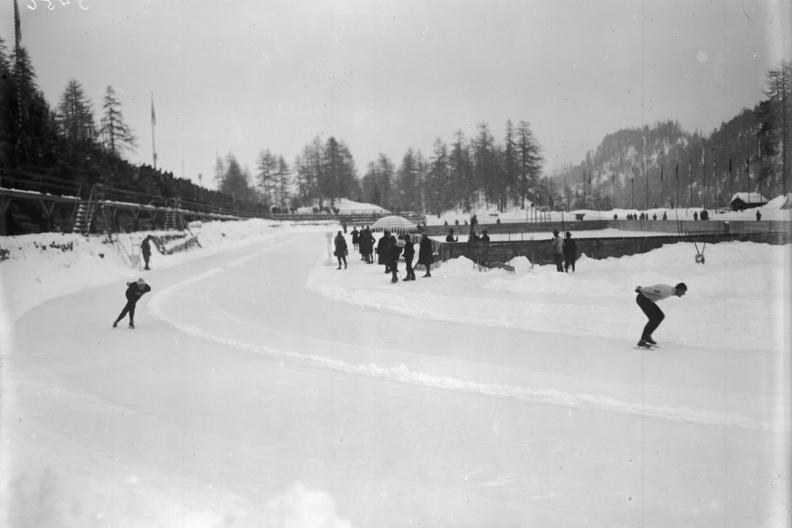
Freiluftbahn 1928 in St. Moritz
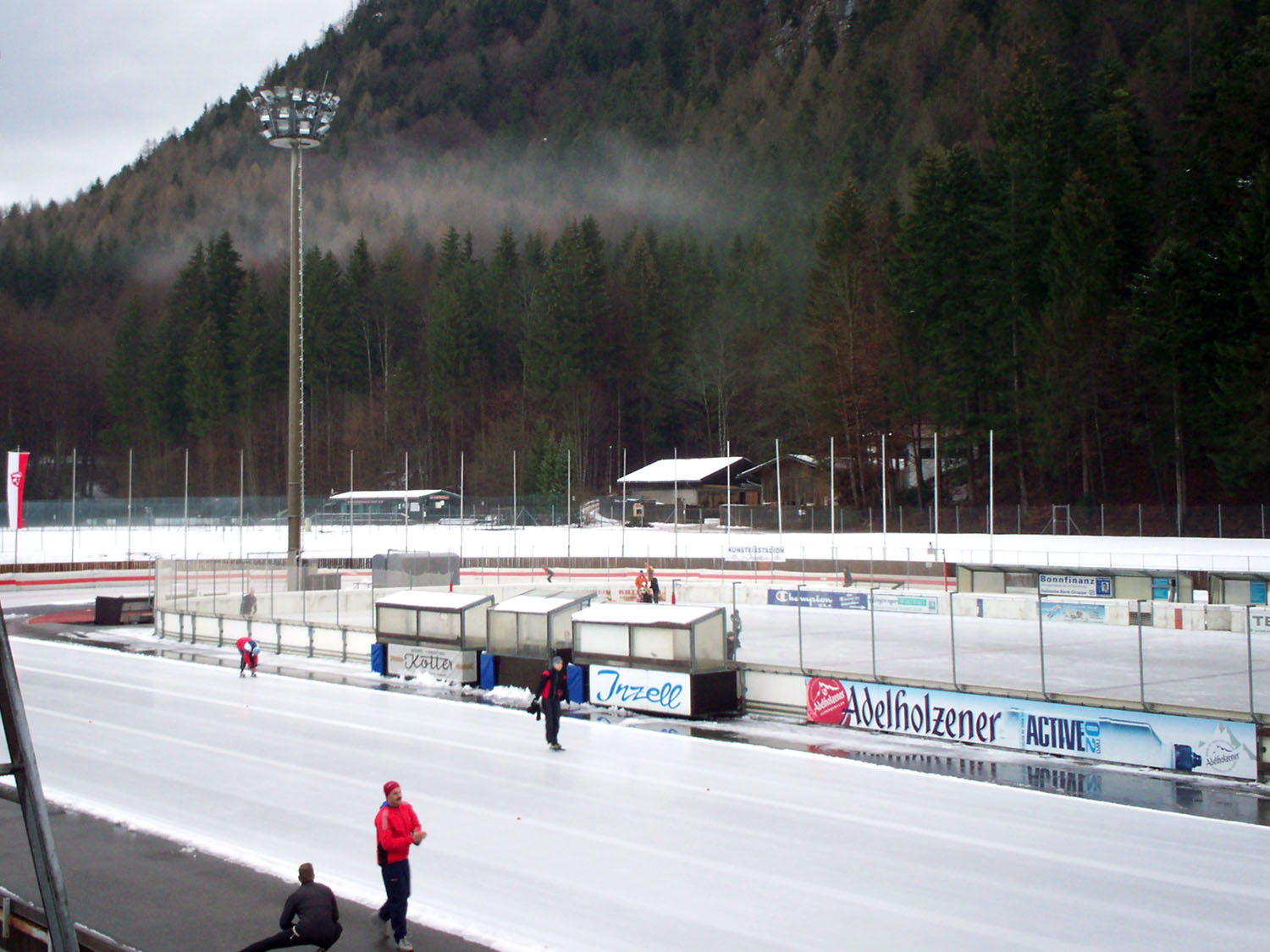
Ehemaliges Freiluftstadion in Inzell
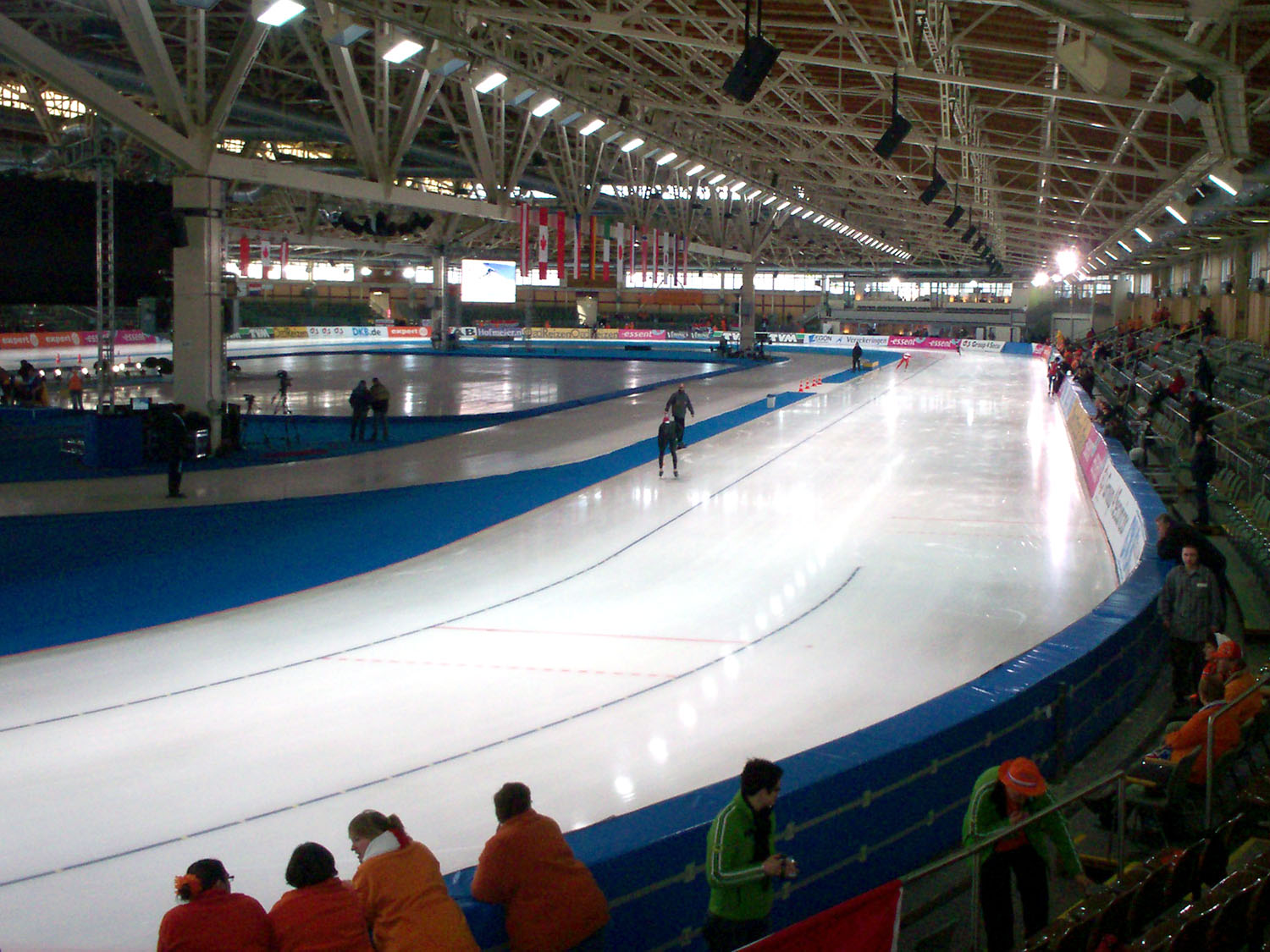
Eisschnelllaufhalle Berlin-Hohenschönhausen
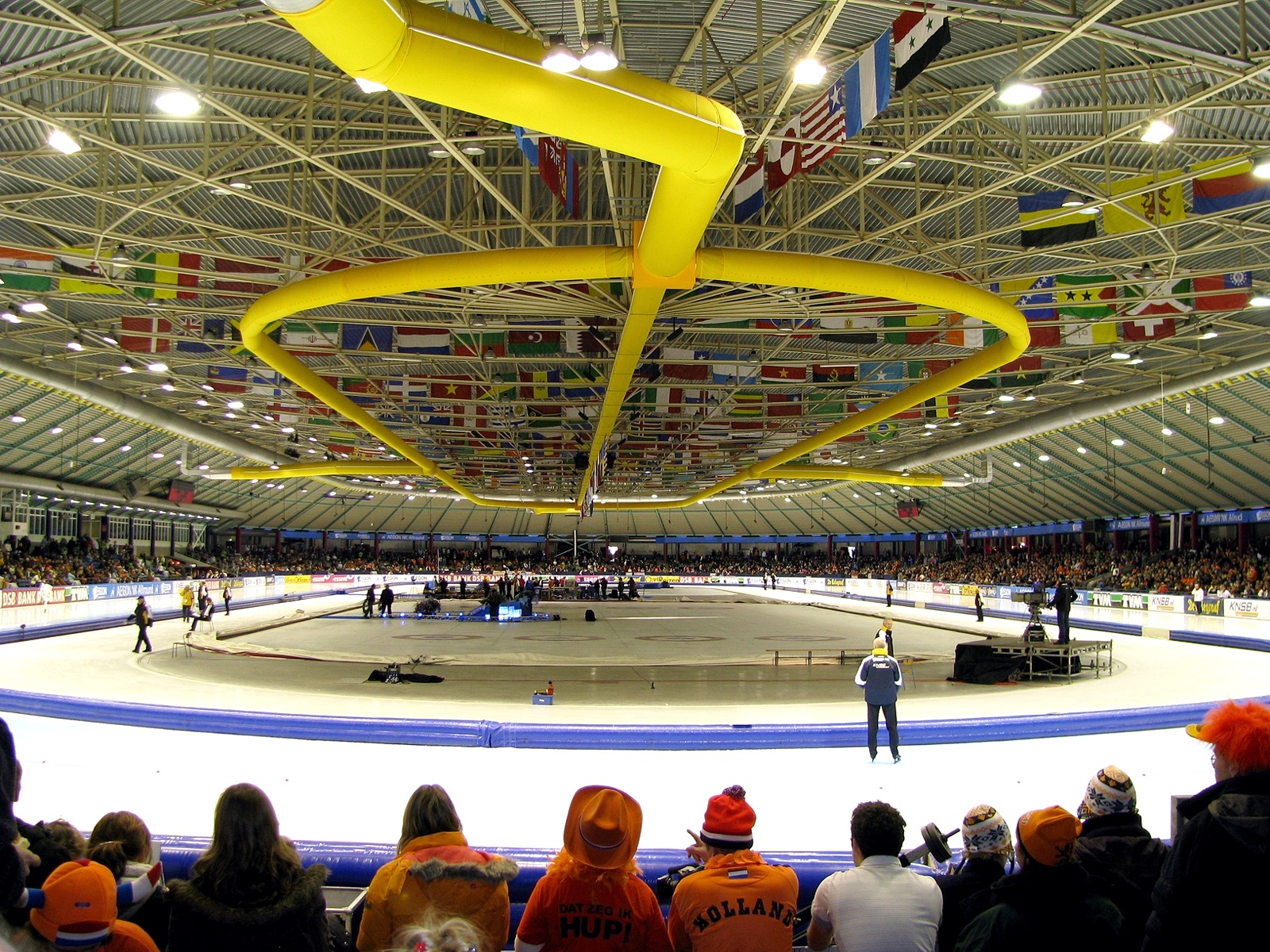
Eisstadion „Thialf“ in Heerenveen

Die speziellen Shorttrack-Kurzbahnrennen haben sich als eigenständige Sportart vom Eisschnelllauf abgesetzt und werden auf einer 111,12 Meter langen ovalen Bahn durchgeführt.

### Technische Weiterentwicklungen
Siehe auch: Geschichte des Eisschnelllaufs
Neben dem persönlichen Einsatz machten auch technische Weiterentwicklungen weitere Steigerungen der Geschwindigkeiten möglich:
- ab 1960 (Olympische Winterspiele in Squaw Valley) die Einführung von Kunsteisbahnen, deren glattere und gleichmäßigere Oberfläche höhere Geschwindigkeiten begünstigte, bei der mit speziellen „Kehrmaschinen“ auch die wiederholte Glättung der „Spurrillen“ vorangegangener Läufe möglich war,
- ab 1974 wurden erstmals nach aerodynamischen Prinzipien angefertigte Anzüge von Franz Krienbühl eingeführt und erwiesen sich trotz anfänglicher Skepsis als sehr erfolgreich,
- ab 1986 Durchführung der Wettkämpfe in Hallenbahnen (erstmals im Sportforum in Berlin), diese ermöglichten durch den Witterungsschutz dünnere und bequemere Kleidung und gleiche Bedingungen für alle Wettkämpfer während der aufeinanderfolgenden Paarläufe des ganzen Wettkampftages,
- ab 1997 fanden die Klappschlittschuhe breite Verwendung, sie ermöglichten durch den veränderlichen Anstellwinkel am Fuß eine verlängerte Abstoßphase und damit eine bessere Ausnutzung der Kraft.
- um die „Aerostrip“-Gewebe, die um 2008 an exponierten Stellen auf dem Anzug angebracht wurden und strömungstechnisch begünstigend wirken sollten, ist es wieder still geworden.

## Wettkämpfe, gesonderte Auszeichnungen und Extraregeln

### Überblick
Vom internationalen Dachverband ISU (International Skating Union) werden jährlich Weltmeisterschaften, Europameisterschaften und eine Serie von bis zu zwölf Weltcups ausgetragen. Die ISU registriert Weltrekorde über alle WM-Strecken. Eisschnelllauf ist eine olympische Sportart und gehört seit 1924 zum Programm der Olympischen Winterspiele.
Zusätzlich vergibt die ISU auch Sonderauszeichnungen an Sportler. So wurden im März 1999 Gunda Niemann-Stirnemann und Eric Heiden mit dem Titel Eisschnellläufer(in) des Jahrhunderts öffentlich geehrt. Die ebenfalls von der ISU verliehene Auszeichnung Jacques Favart Trophy für Verdienste im Eislauf erhielten im Jahr 1996 die Schnellläuferin Bonnie Blair und der Sportler Johann Olav Koss.
Wenn durch den Sturz eines Läufers/einer Läuferin der andere behindert wird, kann die Jury für diesen eine Wiederholung des Laufs beschließen; so geschehen bei der Allround-WM im Jahr 2001.

### Einzelstrecken- und Mehrkampfwettbewerbe
Zum Programm bei Olympischen Winterspielen und Weltmeisterschaften gehören 500 Meter, 1000 Meter, 1500 Meter, 3000 Meter (nur Frauen), 5000 Meter und 10.000 Meter (nur Männer).
Mehrkampfwettbewerbe werden beim aktuellen Stand über vier verschiedene Laufstrecken ausgetragen. Früher wurden der „Kleine Vierkampf“ und der „Große Vierkampf“ an zwei Tagen über je zwei Strecken zwischen 500 und 10.000 Meter durchgeführt. Inzwischen werden die Wettkämpfe in drei Tagen durchgeführt mit folgender Reihenfolge:
- Frauen
  - 1. Tag: 500 und 3000 Meter (Weltmeisterschaft) bzw. 500 Meter (Europameisterschaft)
  - 2. Tag: 1500 Meter (Weltmeisterschaft) bzw. 1500 und 3000 Meter (Europameisterschaft)
  - 3. Tag: 5000 Meter
- Männer
  - 1. Tag: 500 Meter (Weltmeisterschaft) bzw. 500 und 1500 Meter (Europameisterschaft)
  - 2. Tag: 1500 und 5000 Meter (Weltmeisterschaft) bzw. 1500 Meter (Europameisterschaft)
  - 3. Tag: 10.000 Meter

### Langstreckenwettkämpfe
- Distanzen von 10 bis 100 Kilometer gehören nicht zum Programm bei internationalen Meisterschaften, erfreuen sich aber in Ländern wie den Niederlanden oder Norwegen großer Beliebtheit. Im Unterschied zu den vorgenannten Rennen ist hier auch Massenstart möglich. Ein nur in strengen Wintern möglicher Klassiker auf Natureis ist die 200 Kilometer lange Elfstedentocht in Friesland (Niederlande).

### Mannschaftsverfolgung
Seit dem Jahr 2005 sind die schon seit 2000 bei Juniorenweltmeisterschaften ausgetragenen Mannschaftsrennen bzw. „Team Pursuits“ in die Programme von Weltmeisterschaften und Olympischen Spielen aufgenommen. Dabei treten jeweils zwei Mannschaften zu je drei Läufern gegeneinander an. Gestartet wird jeweils von der Mitte einer der einander gegenüberliegenden Geraden. Die Distanz beträgt für Frauen sechs Runden (ca. 2310 m) und für Männer acht Runden (ca. 3080 m). Es wird praktisch nur auf der Innenbahn gelaufen, ein Wechsel zwischen Innen- und Außenbahn erfolgt hier nicht.
Sieger ist die Mannschaft, die als erste mit allen drei Läufern die Ziellinie überfährt. Die Zeitmessung erfolgt bei Zieldurchgang des letzten Teammitglieds, wobei der zuhinterst befindliche Teil des Körpers (einschließlich der Schlittschuhkufen) beim Überschreiten der Ziellinie der Punkt ist, der für den Sieg bzw. die Messung ausschlaggebend ist. Der Gesamtsieger wird über mehrere K.-o.-Runden letztlich im Finale ermittelt.
Die Startaufstellung für die Läufer hinter der Startlinie ist beliebig, sie können nebeneinander, hintereinander oder gestaffelt starten. Die Läufer können sich in der Reihenfolge während des Laufes beliebig abwechseln. Am besten geht das in der Kurve, wo der vorderste Läufer etwas nach außen ausschert und die hinter ihm laufenden vorbeiziehen lässt. Durch das Laufen im Windschatten der Vorderleute kann der jeweils führende Läufer mit maximaler Kraft laufen und sich nach dem nächsten Positionswechsel „mitziehen“ lassen. So sind höhere Geschwindigkeiten als beim Einzellauf möglich. Taktisch optimal muss so gelaufen werden, dass in der Schlussrunde auch der schwächste Läufer möglichst auf gleicher Höhe oder dichtauf mit den anderen Teamläufern die Ziellinie überfährt. Das Schieben eines Teammitglieds von hinten wird bei Gelegenheit praktiziert und ist regelkonform.

### Massenstart
2011 wurde im Eisschnelllauf der Massenstart als Wettkampfdisziplin mit eigenen Ausführungs- und Wertungsregeln eingeführt.
Im Wettkampf treten auf der Bahn bis zu 30 Läufer gleichzeitig gegeneinander an. Der Start erfolgt gestaffelt, es müssen 16 Runden zurückgelegt werden.
Die Regeln fordern, dass die Teilnehmer nach jeweils vier absolvierten Runden einen Sprint in ihren Lauf integrieren.
Den jeweils ersten drei Läufern jedes Sprints werden Punkte gutgeschrieben. Wertungspunkte und die gemessene Zeit entscheiden am Ende über den Sieger.

### Globale Wettkämpfe
- Olympische Winterspiele
- Einzelstreckenweltmeisterschaften
- Sprintweltmeisterschaft
- Mehrkampfweltmeisterschaft
- Eisschnelllauf-Weltcup (WC)
Seit der Saison 2001/02 kann sich der/die Führende im WC bei dem folgenden Wettkampf seinen/ihren Laufpartner aussuchen.
- Liste der Eisschnelllaufweltrekorde
Auch die längste durch einen Eisschnellläufer in 24 Stunden zurückgelegte Strecke gilt als Eisschnelllaufweltrekord. Einen solchen Rekord erzielte Martinus Kuiper am 12./13. Dezember 1988 in Alkmaar über 546,65 km.[11]
- Liste der Eisschnelllaufweltmeister

### Kontinentale Wettkämpfe
- Mehrkampfeuropameisterschaft
- Einzelstreckenasienmeisterschaften
- Mehrkampfamerikameisterschaft

## Einzelne Sportler

### Bekannte Läufer
Ein Ranking nach verschiedenen Bestzeiten für Frauen und Männer gibt der Adelskalender wieder. Weitere Läufer siehe Liste bekannter Eisschnellläufer und Liste der Eisschnelllaufweltmeister.

### Erfolge deutscher Sportler
Mit dem von dem Norweger Thormod Moum trainierten Erhard Keller als Weltrekordler und Olympiasieger wurde der bislang kaum wahrgenommene Eisschnelllauf ab den 1970er Jahren in Deutschland besonders populär, Keller wurde 2011 in die Hall of Fame des deutschen Sports aufgenommen.
Während sich bei den Männern die internationalen Erfolge der letzten Zeit auf mehrere Nationen und vorzugsweise die Niederländer verteilen, gibt es bei den Frauen seit den 1980er Jahren eine starke Dominanz der Läuferinnen aus der damaligen DDR und seit 1990 dem wiedervereinigten Deutschland. Von 1980 (Einzelstrecken-Weltmeisterschaften seit 1996, seit 2002 keine Einzelstrecken-Weltmeisterschaften im Jahr der Olympischen Winterspiele, Team seit 2005) bis 2002 (Olympia) bzw. 2005 (Weltmeisterschaften) gewannen deutsche Läuferinnen:
- 51 von 99 vergebenen olympischen Medaillen (51,5 %)
  - davon 15 der 33 möglichen Olympiasiege (45,5 %)
- 78 von 156 Weltmeisterschaftsmedaillen im Sprint- und Allroundmehrkampf (50 %)
  - davon 36 von 52 Weltmeistertiteln (69,2 %)
- 63 von 138 Weltmeisterschaftsmedaillen auf den Einzelstrecken (inklusive Teamwettkampf 2005) (45,7 %)
  - davon 29 von 46 Weltmeistertiteln (63 %)
- seit Beginn der Weltcups 1986 gewannen sie 237 aller 582 Einzelrennen (40,7 %)
  - davon 88 von 122 auf den Langstrecken (3000/5000 m) (72,1 %).

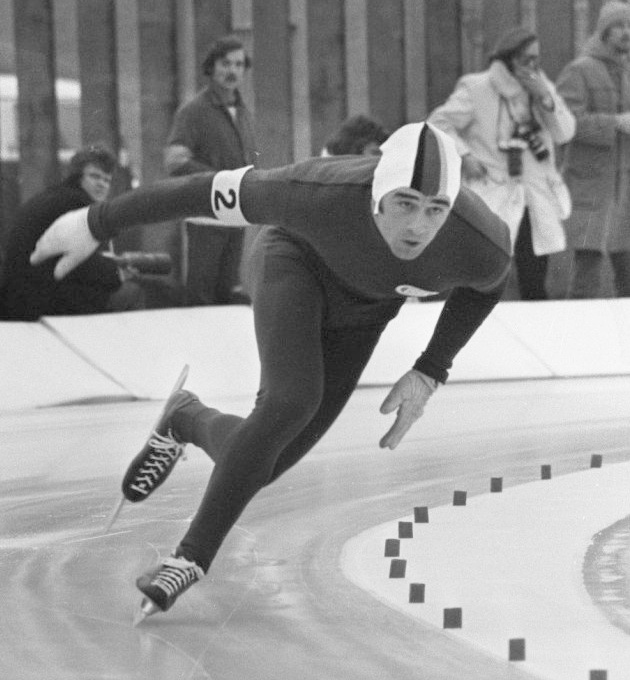
Erhard Keller 1973
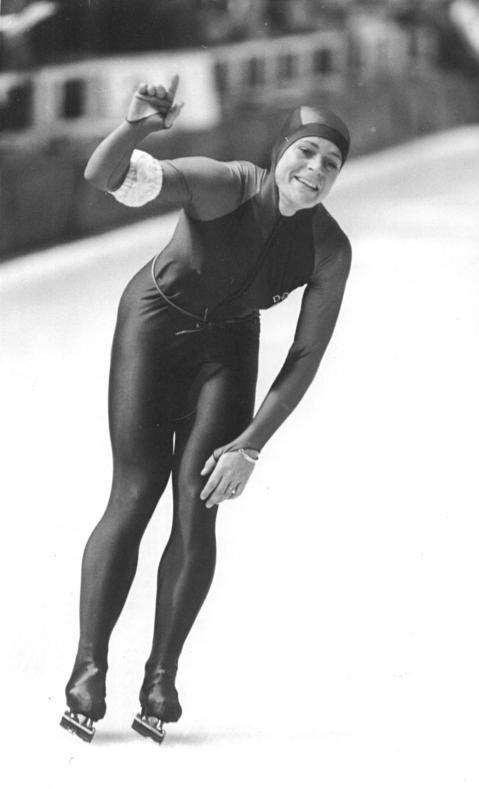
Gunda Niemann-Stirnemann, hier 1988 noch als G. Kleemann
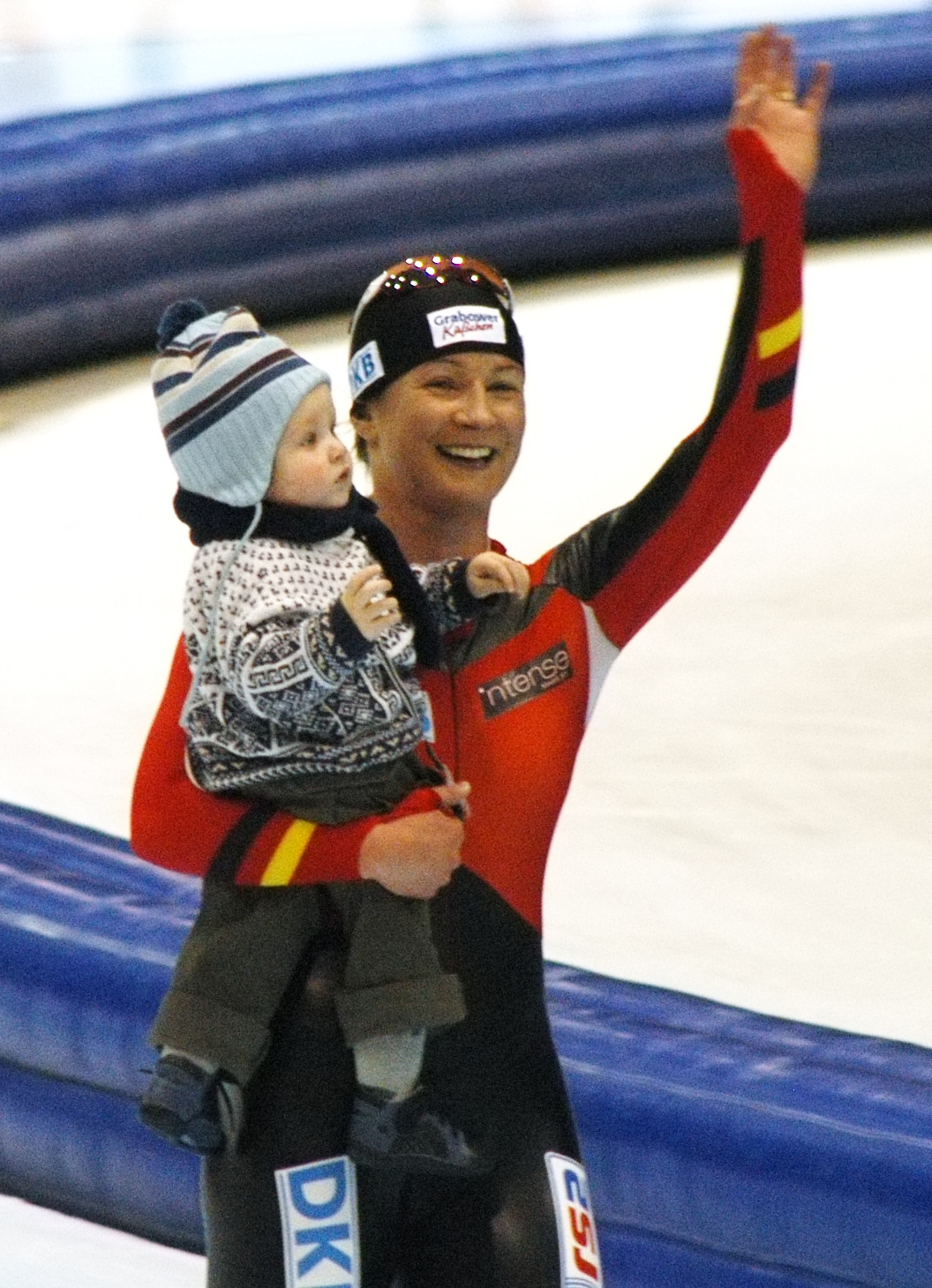
Claudia Pechstein 2009
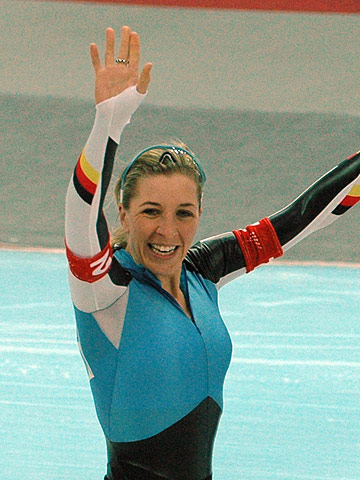
Anni Friesinger errang zwölf WM-Goldmedaillen

Allein Gunda Niemann-Stirnemann gewann bis einschließlich 2005 99 (und damit 17 %) aller seit Beginn gelaufenen Weltcuprennen sowie 19 von 84 (23 %) Weltmeistertitel seit ihrer ersten Weltmeisterschaftsteilnahme 1989.
Seit 1981 stellten die deutschen Damen insgesamt 65 Weltrekorde in allen Disziplinen auf, wovon allein 19 auf Gunda Niemann-Stirnemann und 10 auf Karin Enke entfallen.
Claudia Pechstein ist mit fünf Olympiasiegen in den Jahren 1994, 1998, 2002 und 2006 sowie vier weiteren olympischen Medaillen die bisher erfolgreichste deutsche Olympionikin bei Winterspielen (Männer und Frauen). – Natalie Geisenberger hat inzwischen mit dem Schlitten (Stand 2022) 6 Goldene und eine Bronzene gewonnen.

## Nationale Verbände
- in Deutschland die Deutsche Eisschnelllauf-Gemeinschaft DESG
- in Finnland Suomen Luisteluliitto / Finnish Speed Skating Association
- in den Niederlanden: Koninklijke Nederlandse Schaatsenrijders Bond KNSB
- in Norwegen: Norges Skøyteforbund
- in Russland: The Russian Skating Union
- in Schweden: Svenska Skridskoforbundet
- in der Schweiz der Schweizer Eislauf-Verband SEV